# Roberta Vinci
Roberta Vinci (Taranto, 18 febbraio 1983) è una telecronista sportiva, ex tennista e giocatrice di padel italiana.
Considerata una delle migliori tenniste italiane di sempre, ha vinto 10 tornei WTA in singolare ed è l'unica tennista italiana ad aver vinto almeno un torneo del circuito maggiore su tre diverse superfici di gioco (cemento, terra ed erba).
Nelle prove del Grande Slam vanta la finale allo US Open 2015, raggiunta dopo aver sconfitto in semifinale l'allora numero uno del mondo Serena Williams. 
Ha concluso una stagione da numero uno d'Italia, è stata numero sette del mondo nella classifica di singolare nel maggio 2016 e numero uno in quella di doppio, specialità nella quale assieme alla connazionale Sara Errani si è aggiudicata 22 tornei dei 25 vinti, tra cui tutte le prove del Grande Slam; la coppia italiana è così divenuta la prima del proprio paese a completare il Career Grand Slam, nonché la quinta coppia in assoluto a vincere più tornei dello Slam (5) nella storia del tennis femminile.
La tarantina si è inoltre aggiudicata per quattro volte la Fed Cup con l'Italia (nel 2006, 2009, 2010 e 2013). Sempre in Fed Cup, detiene il record del maggior numero di incontri di doppio vinti consecutivamente (18).
È invitata in varie occasioni come commentatrice ed opinionista televisiva. Nel 2022 ha esordito come giocatrice professionista di padel e ha gareggiato nella nazionale italiana.

## Biografia

### Carriera sportiva
Roberta Vinci inizia a prendere la racchetta in mano a sei anni: il padre Angelo, ragioniere, la porta al Circolo Tennis di Taranto insieme con il fratello maggiore Francesco. Inizia a giocare con il padre e successivamente si iscrive ai corsi tenuti al Circolo; il suo primo maestro è stato Umberto Piccinni seguito più tardi da Davide Di Roma. Nel 1995, a 12 anni, conduce la squadra femminile under 12 del Circolo Tennis Taranto alla conquista del titolo nazionale di categoria insieme alla coetanea Sara D’Ambrogio e Francesca Schiavone (solo omonima della tennista milanese), capitanate appunto dal maestro Umberto Piccinni. A 13 anni, finita la terza media, viene segnalata dai tecnici federali e si trasferisce a Roma per entrare nella Scuola della Federazione Italiana Tennis. Si impone in quegli anni soprattutto a livello regionale come la juniores più forte insieme alla brindisina Flavia Pennetta.

Le giovani pugliesi Roberta Vinci e Flavia Pennetta, vincitrici del doppio femminile al Torneo Avvenire di Milano del 1997.

Con la stessa Pennetta vince il doppio femminile al Torneo Avvenire del 1997. L'anno dopo vince il suo incontro in singolare e il doppio con Pennetta nella finale contro la Slovacchia di Fed Cup Junior, consentendo all'Italia di conquistare il trofeo per la prima volta. Nel 1999, la coppia pugliese vince anche il doppio del Roland Garros junior e il trofeo Bonfiglio a Milano.
A 17 anni partecipa a tornei in Italia e in Europa, da 10-20-25.000 dollari e sino a 18 anni fa parte della Nazionale juniores. In seguito ha vissuto a Palermo dove si è allenata continuativamente col coach Francesco Cinà.

#### Il professionismo
Debutta tra le professioniste nel luglio 1997, a 14 anni, conquistando i primi punti WTA in doppio arrivando in semifinale a Civitanova. Il mese dopo esordisce in singolare perdendo al primo turno al torneo di Orbetello. Nel 1998 entra in classifica WTA di singolare arrivando al secondo turno nel torneo ITF di Brindisi, dove conquista il primo trofeo in doppio con Pennetta. La coppia si ripete il mese dopo affermandosi a Quartu Sant'Elena. Nell'agosto 1999, la tarantina vince il suo primo torneo in singolare all'ITF di Cuneo e il mese dopo vince il secondo a Lecce. Quello stesso anno vince in doppio due tornei ITF con Pennetta e uno con Sabina Da Ponte.
Nel luglio 2000 vince il suo primo trofeo all'estero a Felixstowe, torneo ITF sull'erba da 25.000$ di montepremi. Ai suoi primi Internazionali d'Italia non passa le qualificazioni in singolare ma ottiene il primo grande risultato in doppio arrivando nei quarti con Pennetta dopo aver battuto la forte coppia Alexandra Fusai/Nathalie Tauziat. Nel corso della stagione entra tra le prime 300 del ranking WTA in singolare e tra le prime 200 in doppio.

#### 2001: primo titolo WTA, semifinale agli US Open e quarti al Roland Garros in doppio
Nel 2001 si presenta più spesso al via nei tornei WTA e in febbraio vince in coppia con la francese Sandrine Testud il suo primo torneo del circuito maggiore, la prima edizione del Qatar Ladies Open. In aprile debutta in Fed Cup vincendo il doppio in coppia con Gloria Pizzichini nella sfida che vede l'Italia superare 4-1 la Croazia a Bassano del Grappa. Agli Internazionali d'Italia perde in doppio al primo turno, mentre nelle qualificazioni in singolare supera per la prima volta una top 100, la venezuelana María Vento-Kabchi, venendo eliminata al turno successivo. In coppia con la Testud arriva nei quarti al Roland Garros, perdendo contro le teste di serie nº 1 Lisa Raymond/Rennae Stubbs per 5-7, 7-6, 4-6; il risultato la proietta tra le prime 100 del ranking di doppio. In luglio assicura all'Italia l'unico punto nella sfida di Fed Cup persa contro la Francia, vincendo il doppio in coppia con Giulia Casoni. Si conferma campione in singolare nell'ITF di Felixstowe e vince in doppio l'ITF di Pamplona.
In settembre arriva il risultato più significativo di questo inizio carriera nel torneo di doppio degli US Open 2001, dove in semifinale perde nuovamente in tre set in coppia con la Testud contro le future vincitrici Lisa Raymond/Rennae Stubbs, dopo aver battuto al terzo turno le teste di serie nº 2 Virginia Ruano Pascual/Paola Suárez e nei quarti Martina Navrátilová/Arantxa Sánchez Vicario. Sempre a New York supera per la prima volta le qualificazioni di uno Slam in singolare, ma viene battuta al primo turno in due set da Martina Suchá. In settembre supera per la prima volta il primo turno in singolare in un torneo WTA a Bali, venendo sconfitta al secondo turno. Ottiene lo stesso risultato in ottobre al torneo WTA di Zurigo, dove in doppio arriva in finale con la Testud. I risultati stagionali la consacrano specialista nel doppio, arrivando a fine anno al 18º posto del ranking, mentre in singolare non va oltre il 161º posto di ottobre.

#### 2002: 12ª nel ranking WTA e semifinale agli Internazionali d'Italia in doppio
A inizio stagione partecipa per la prima volta all'Australian Open uscendo nelle qualificazioni in singolare e negli ottavi in doppio. Subito dopo perde la finale in doppio al Tier I WTA di Tokyo in coppia con Els Callens. In febbraio viene sconfitta in finale di doppio con la Testud a Dubai, dove in singolare arriva per la prima volta nei quarti in un torneo WTA. Dopo aver osservato una pausa di oltre un mese, a fine aprile debutta vincendo come singolarista in Fed Cup nella sfida in cui l'Italia si impone sulla Svezia per 5-0, contribuendo anche con la vittoria in doppio. È di nuovo in coppia con la Testud agli Internazionali d'Italia, perdendo in tre set in semifinale, e al Roland Garros, eliminate nei quarti dalle teste di serie nº 2 Ruano Pascual/Suarez.
In giugno disputa la sua prima semifinale WTA in singolare al Tashkent Open 2002 perdendo 6-7, 6-7 da Tat'jana Puček. A fine mese fa il suo debutto nel tabellone principale a Wimbledon, perdendo al primo turno. Seguirà una serie di sei sconfitte consecutive nella parte finale del 2002, mentre in doppio l'ultimo risultato di rilievo è la vittoria in luglio nei quarti di finale di Fed Cup, in cui l'Italia elimina il Belgio. Disputa in ottobre gli ultimi incontri di una stagione che l'ha vista arrivare al 123º posto in singolare e al 12º in doppio nel ranking WTA.

#### 2003: anno di transizione
Il 2003 non regala grandi soddisfazioni a Vinci, gioca principalmente tornei ITF e in singolare gli unici risultati apprezzabili sono il titolo conquistato in ottobre nell'ITF da 50.000$ di Latina, e la finale raggiunta in un altro ITF da 50.000$ a Poitiers, dopo aver battuto la nº 41 del ranking WTA Émilie Loit. Nei pochi tornei WTA disputati in doppio, i migliori risultati sono le semifinali raggiunte a Gold Coast con la Maja Matevžič e sull'erba a Birmingham con Rika Fujiwara. Vince due titoli ITF in doppio a Ostrava e a Latina.

#### 2004: top 20 e semifinale al Roland Garros in doppio
Apre il 2004 raggiungendo i quarti in singolare nel Tier III WTA di Gold Coast; nel corso della stagione raggiunge il terzo turno a Birmingham, dopo aver battuto la nº 29 WTA Nathalie Dechy, arriva al secondo turno a Budapest e Palermo e si qualifica al tabellone principale anche nei tornei WTA di Doha e Casablanca. Nei tornei del Grande Slam si qualifica al tabellone principale in singolare per la prima volta al Roland Garros e per la seconda agli US Open. In giugno entra per la prima volta nella top 100 del ranking in singolare.
In doppio si trova a risalire la classifica dopo le incerte esibizioni dell'anno precedente che l'avevano estromessa dalla top 100. Comincia bene la stagione arrivando ai quarti dell'Australian Open in coppia con Emmanuelle Gagliardi. Nel WTA di Dubai esce in semifinale con Meghann Shaughnessy, mentre a Dubai con la Testud si ferma nei quarti. Con la francese entra per la prima volta in semifinale al Roland Garros, e si deve arrendere alle teste di serie nº 1, le ormai tradizionali avversarie Ruano Pascual/Suarez. Con la Gagliardi arriva in semifinale a Birmingham e negli ottavi a Wimbledon. In agosto disputa la sua prima Olimpiade ad Atene, e con Tathiana Garbin viene eliminata al secondo turno. In settembre torna nella top 20 nel ranking WTA di doppio.

#### 2005: secondo titolo WTA in doppio
Dopo uno stentato inizio di stagione in singolare, vince il torneo ITF da 75.000$ di Dinan e per la prima accede al tabellone principale agli Internazionali d'Italia, uscendo al secondo turno. In giugno disputa la sua prima semifinale WTA sull'erba di Eastbourne; perde dall'altra qualificata Vera Duševina dopo aver eliminato nei quarti la Anastasia Myskina, la prima top 10 battuta in carriera. Questi risultati le permettono di entrare stabilmente nelle prime 100 della classifica WTA di singolare solo nel 2005. La settimana dopo arriva al terzo turno a Wimbledon, perdendo contro Kim Clijsters, e subito dopo gioca per la seconda volta in singolare ai play-off di Fed Cup contro la Repubbli Ceca, perde l'incontro ma vincendo in doppio con Francesca Schiavone regala il punto decisivo all'Italia per rimanere nel Gruppo mondiale. Prima di fine stagione raggiunge i quarti nei tornei WTA in singolare a Palermo, Portorose e Lussemburgo.
Nella prima parte della stagione, raggiunge in doppio i quarti nel Tier I di Tokyo, le semifinali al Tier II di Doha e i quarti a Eastbourne. In coppia con Silvia Farina Elia raggiunge il terzo turno agli US Open e subito dopo conquista il suo secondo titolo WTA in carriera nel Tier IV di Portorose in coppia con Anabel Medina Garrigues. Chiude la stagione con i quarti di finale in Lussemburgo e a Hasselt. Per la prima volta si trova a fine anno in una posizione di classifica più alta in singolare, con il suo nuovo best ranking al 41º posto, di quella in doppio, con la 74ª posizione dopo essere stata 25ª in gennaio.

#### 2006: prima Fed Cup e top 40 in singolare
Dopo il terzo turno raggiunto all'Australian Open, battendo la nº 28 WTA Marion Bartoli, e i quarti di Doha in febbraio, in marzo ritocca il proprio best ranking con il 37º posto. I risultati importanti in singolare del 2006 sono la semifinale WTA a Palermo, dove viene battuta da Pennetta, e verso fine stagione i trofei ITF vinti a Joué-lès-Tours e Milano. Quell'anno fa parte della squadra che conquista a Charleroi la prima storica vittoria dell'Italia in Fed Cup. Costretta a rinunciare alla semifinale vinta sulla Spagna, Vinci viene schierata nella finale contro il Belgio solo nel decisivo incontro di doppio in coppia con Francesca Schiavone. L'Italia si aggiudica il trofeo grazie al ritiro della coppia belga sul risultato di 3-6, 6-2, 2-0 in favore delle azzurre.
In doppio inizia la stagione vincendo il suo terzo titolo WTA in carriera a Canberra, in coppia con Marta Domachowska. Con Dinara Safina viene eliminata in semifinale al Tier I di Berlino, nei quarti a Roma e negli ottavi al Roland Garros. Dopo il secondo turno raggiunto agli US Open a fine agosto, disputa il suo unico incontro in doppio di fine stagione nella finale di Fed Cup in settembre.

#### 2007: primo titolo WTA in singolare
Dopo le eliminazioni ai primi turni nei tornei australiani, a fine gennaio 2007 raggiunge i quarti di finale del Tier I di Tokyo. Il mese successivo si aggiudica il primo torneo in singolare del circuito maggiore sconfiggendo nella finale della Copa Colsanitas di Bogotà la connazionale Tathiana Garbin. Nel resto della stagione non supera mai il secondo turno nei tornei di singolare. A Bogotà perde la finale di doppio in coppia con Pennetta, con la quale la settimana dopo arriva in semifinale ad Acapulco. Nel prosieguo della stagione non supera mai il secondo turno ad eccezione dei Tier I di maggio a Berlino e Roma, dove in coppia con la Garbin raggiunge entrambe le finali.

#### 2008
Dopo l'eliminazione al primo turno in singolare agli Australian Open, Vinci osserva una pausa di due mesi e al rientro gioca nel circuito ITF. A fine aprile torna a disputare un torneo WTA a Praga, dove viene battuta nei quarti dalla nº 13 del ranking Vera Zvonarëva. Il resto della stagione in singolare è anonimo, tra i risultati da salvare vi sono il secondo turno agli US Open e il titolo vinto all'ITF di Shrewsbury in settembre. Anche in doppio il 2008 riserva poche soddisfazoni, partecipa a pochissimi tornei tra i quali quello ITF di Rimini, che vince con Mara Santangelo, e quello delle Olimpiadi di Pechino, dove viene eliminata al primo turno ancora con la Santangelo.

#### 2009: seconda Fed Cup e secondo titolo WTA in singolare
Dopo un deludente inizio di stagione, il secondo titolo in singolare in carriera arriva nell'aprile 2009 al Barcelona Ladies Open, torneo su terra battuta di categoria International, battendo in finale in due set la testa di serie nº 6 Marija Kirilenko. Nei successivi tornei in singolare del 2009 non supera più il terzo turno; si comporta bene a Wimbledon, dove nei primi due turni supera la nº 40 WTA Magdaléna Rybáriková e la nº 31 Anastasia Pavlyuchenkova, prima di soccombere al terzo alla nº 2 Serena Williams, che si aggiudicherà il torneo.
Nella stessa stagione, Vinci contribuisce al secondo trionfo italiano in Fed Cup con tre vittorie in doppio a fianco di Sara Errani. Con i singolari affidati a Pennetta e Schiavone, la coppia Vinci/Errani vince a risultato acquisito nei quarti contro la Francia in febbraio, in semifinale con la Russia in aprile e nella finale di Reggio Calabria in novembre contro gli Stati Uniti. A Barcellona si comporta bene anche in doppio arrivando in semifinale in coppia con la Schiavone, con la quale ottiene lo stesso risultato in giugno sull'erba nel WTA di Birmingham. Prima del trionfo in Fed Cup, da segnalare le semifinali raggiunte nei WTA International prima a Palermo in coppia con Pennetta in luglio e poi con Meghann Shaughnessy a Linz in ottobre.

#### 2010: terza Fed Cup, terzo titolo WTA in singolare e due titoli WTA in doppio
Nei primi mesi del 2010 raggiunge in singolare il terzo turno all'Australian Open e nei Premier Mandatory di Indian Wells e Miami. In aprile arriva nuovamente in finale in singolare a Barcellona ma viene sconfitta da Francesca Schiavone. Vince però il torneo di doppio insieme a Sara Errani con cui aveva cominciato fare coppia fissa da pochi mesi e con cui aveva già conquistato il torneo di Marbella e raggiunto la finale ad Acapulco. In ottobre, al torneo di Linz, cede solo in semifinale contro la serba Ana Ivanović; la settimana successiva vince il terzo titolo WTA in carriera in Lussemburgo senza perdere un set e superando in finale la tedesca Julia Görges, concludendo così la stagione alla 38ª posizione del ranking. Come nella stagione precedente, Vinci gioca solo gli incontri di doppio in coppia con la Errani a risultato acquisito nelle sfide di Fed Cup che regalano all'Italia il terzo trionfo nella manifestazione. Nella finale di novembre contro gli Stati Uniti, sul 3-1 per l'Italia, l'incontro di doppio non viene però disputato.

#### 2011: i titoli a Barcellona, s'Hertogenbosch e Budapest

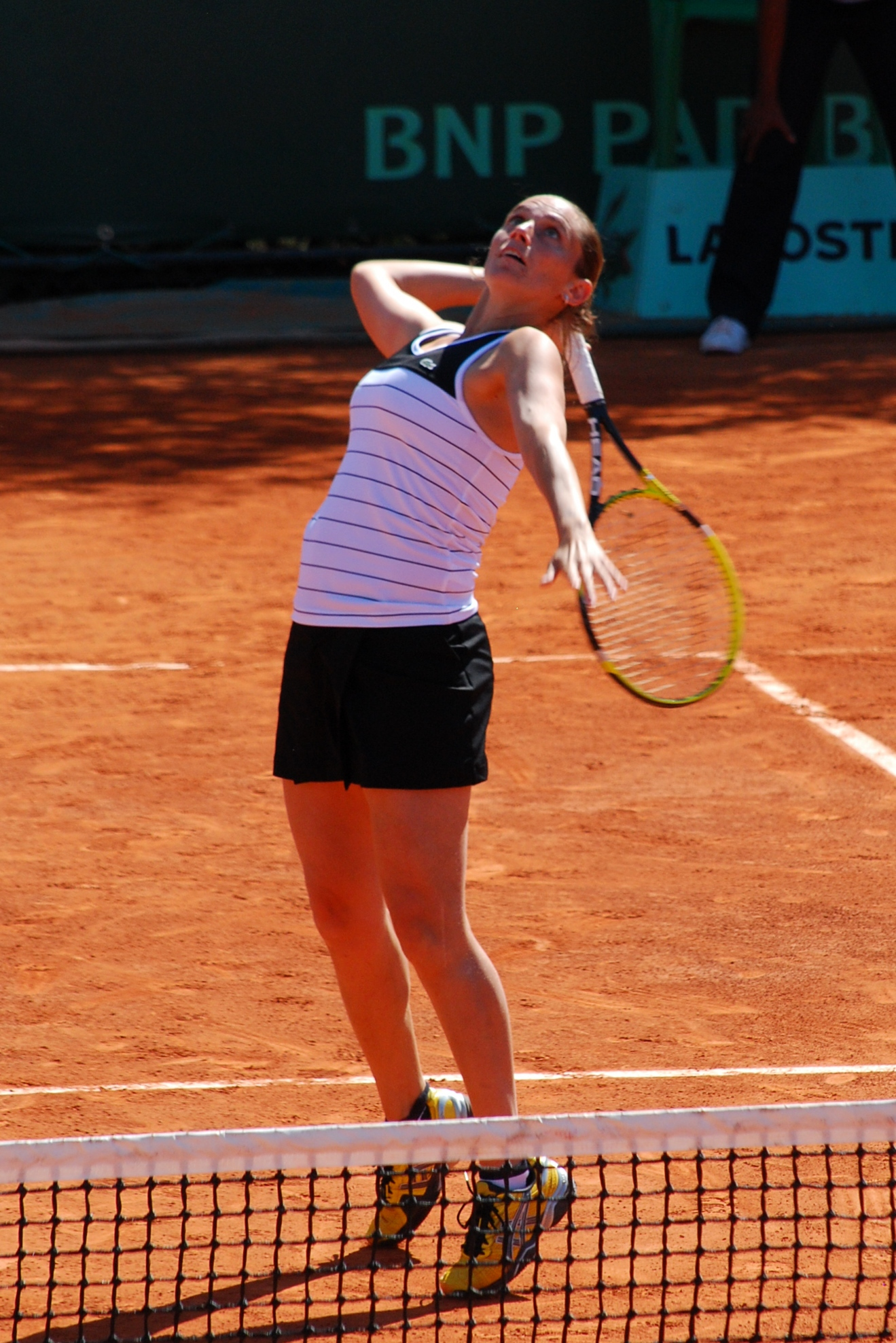
Roberta Vinci nel 2011

Il 30 aprile 2011 disputa la sua terza finale consecutiva a Barcellona e conquista per la seconda volta il torneo sconfiggendo la ceca Lucie Hradecká per 4-6, 6-2, 6-2.
Il 6 giugno al termine del Roland Garros migliora ancora la sua posizione, arrivando per la prima volta al n. 30. La settimana successiva si aggiudica l'UNICEF Open di 's-Hertogenbosch, quinto titolo in carriera, sconfiggendo in successione Hercog, Dulgheru, Wickmayer, Cibulková e in finale Dokic.
A Wimbledon conferma ancora una volta il suo grande momento di forma raggiungendo il terzo turno in singolare (perdendo solo da chi avrebbe poi vinto il torneo, Petra Kvitová) e gli ottavi in doppio.
La settimana successiva partecipa come prima testa di serie al GDF SUEZ Grand Prix di Budapest. Dopo due turni molto complessi contro Kristína Kučová e Tímea Babos, sconfigge agevolmente Klára Zakopalová e in finale batte in tre set la rumena Irina-Camelia Begu, alla sua seconda finale persa dell'anno, dopo quella di Marbella.
Questo successo le permette di migliorare ulteriormente la classifica issandosi fino alla 23ª posizione del ranking e la fa entrare nella storia del tennis italiano diventando la prima tennista a livello femminile capace di vincere tre tornei del circuito maggiore nella stessa annata, eguagliando Paolo Bertolucci e Corrado Barazzutti capaci di conquistare tre tornei ATP rispettivamente nel 1976 e nel 1977. Successivamente raggiunge i quarti di finale al WTA Premier di Toronto in cui batte in due set tra le altre la numero uno del ranking Caroline Wozniacki e la ex nº1 mondiale Ana Ivanović, fermandosi di fronte all'australiana Samantha Stosur. Grazie a questo importante risultato, Vinci entra per la prima volta in carriera tra le prime 20 del mondo, approdando alla 19ª posizione.

#### 2012: trionfo in doppio a Roland Garros e US Open, nº 1 del mondo in doppio
Inizia il 2012 perdendo al secondo turno ad Auckland per mano della russa Elena Vesnina, al primo a Apia International Sydney 2012 e agli Australian Open 2012 sconfitta dalla cinese Zheng Jie per 6-4 6-2. In doppio invece raggiunge la finale insieme a Sara Errani, sconfiggendo le ceche Andrea Hlaváčková e Lucie Hradecká e divenendo così la prima coppia di donne italiane a disputare una finale femminile di un torneo del Grande Slam, in cui vengono però sconfitte da Svetlana Kuznecova e Vera Zvonarëva.
In febbraio gioca a Parigi uscendo nei quarti per mano della francese Marion Bartoli dopo aver servito per il match. In seguito gioca nei tornei messicani di Monterrey e Acapulco dove in entrambi i tornei è accreditata dalla prima testa di serie, ma esce rispettivamente al secondo turno e nelle semifinali.
A Indian Wells raggiunge gli ottavi eliminando Dominika Cibulková, ma subisce una severa lezione da Marija Šarapova che la batte per 6-2 6-1. Esce al terzo turno a Sony Ericsson Open 2012 per mano di Serena Williams.

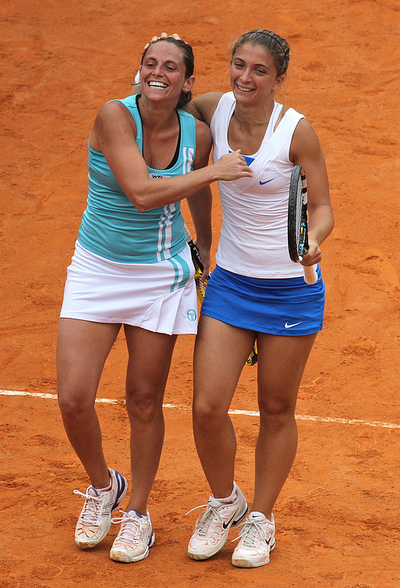
Roberta insieme a Sara Errani durante gli Internazionali Bnl d'Italia nel 2012

A Madrid trionfa nel doppio, risultato grazie al quale raggiunge la prima posizione nella classifica Race di doppio, che tiene conto solo dei risultati stagionali. Trionfa nel doppio anche agli Internazionali d'Italia a Roma.
Al Roland Garros esce subito in singolare, mentre in doppio raggiunge la seconda finale consecutiva in un torneo del Grande Slam che si aggiudica battendo la coppia Marija Kirilenko/Nadia Petrova con il punteggio di 4-6 6-4 6-2.
In preparazione per Wimbledon gioca a Birmingham, in cui arriva ai quarti, e a 's-Hertogenbosh.
Nel Torneo di Wimbledon 2012 raggiunge per la prima volta in carriera gli ottavi di finale in un torneo dello Slam eliminando la giovane promessa australiana Ashleigh Barty, la neozelandese Marina Eraković, la croata Mirjana Lučić-Baroni (già semifinalista nel 1999) per 7-6 7-6, prima di essere sconfitta in due set da Tamira Paszek.
In agosto partecipa per la prima volta al torneo di singolare dei Giochi olimpici, ma sull'erba dell'All England Lawn Tennis and Croquet Club di Wimbledon non riesce a ripetere i buoni risultati di qualche settimana prima e viene subito eliminata dalla belga Kim Clijsters.
Successivamente a Montréal batte in rimonta Yanina Wickmayer, infligge un doppio 6-0 all'ex numero 1 del mondo Ana Ivanović e la settima giocatrice del mondo Angelique Kerber in un match interrotto dalla pioggia, il suo torneo però si interrompe poco dopo quando, costretta a tornare in campo dopo sole due ore a causa dei ritardi, viene battuta dalla più fresca Lucie Šafářová che aveva terminato il suo incontro il giorno precedente.
Due settimane dopo, al Texas Tennis Open di Dallas, conquista il suo primo titolo WTA dell'anno battendo in finale l'ex nº1 del mondo Jelena Janković con il punteggio di 7-5,6-3.

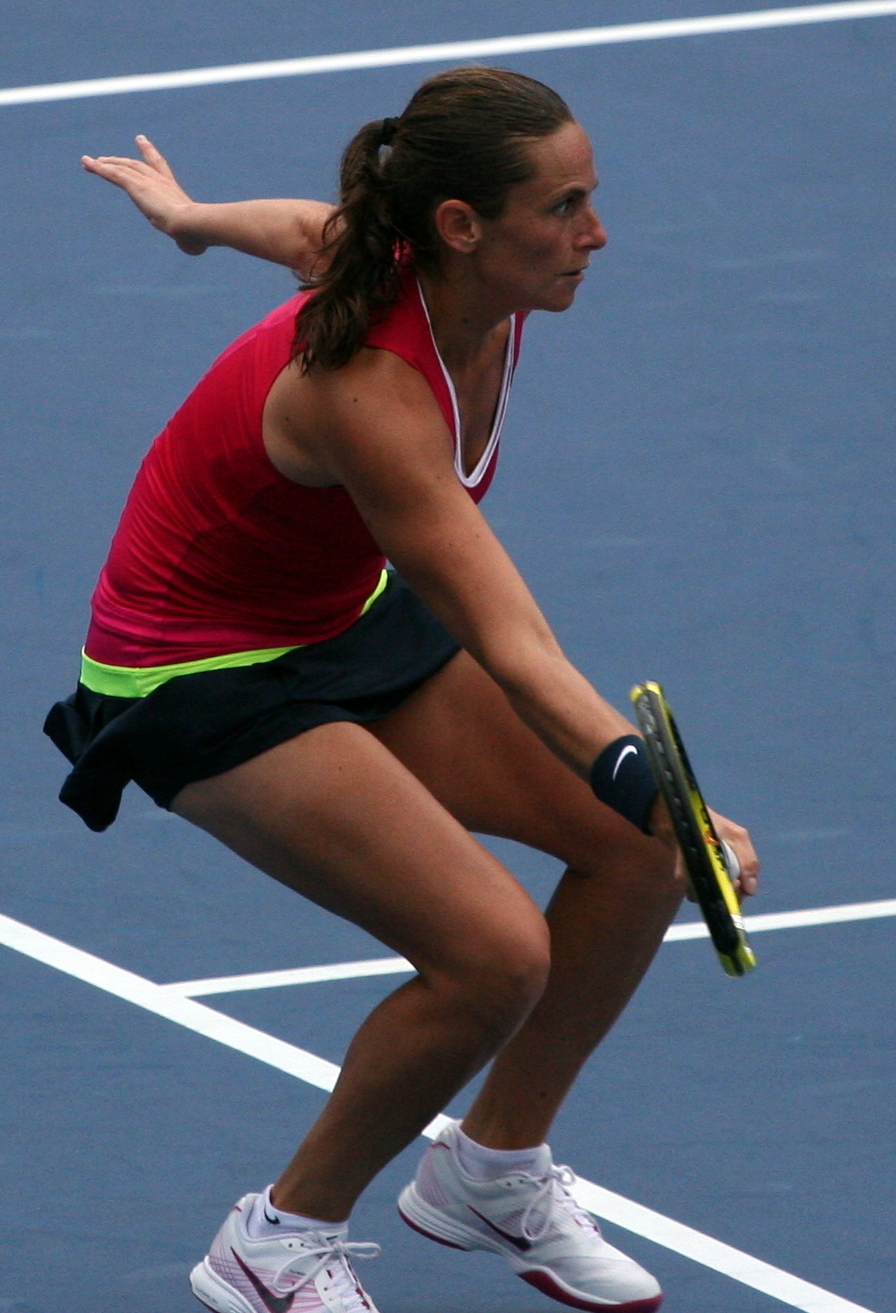
Roberta Vinci agli US Open 2012

Il 27 agosto cominciano gli US Open dove è la 20ª testa di serie. Nei primi turni supera nell'ordine Urszula Radwańska, sorella minore di Agnieszka, la kazaka Jaroslava Švedova e la 13ª testa di serie Dominika Cibulková. Al quarto incontro elimina proprio l'altra Radwańska, seconda testa di serie del torneo, raggiungendo nei quarti di finale la compagna di doppio Sara Errani da cui viene sconfitta in due set.
A fine stagione arriva al terzo turno del Toray Pan Pacific Open di Tokyo, battuta 6-4 6-2 dalla n. 1 del mondo Viktoryja Azaranka, mentre viene eliminata clamorosamente dalla spagnola Lourdes Domínguez Lino (6-7 7-6 6-2) al torneo di Pechino; arriva quindi ai quarti del Luxembourg Open, dove esce sconfitta da Venus Williams per 6-4 7-6. Grazie alla vittoria del torneo di Dallas, Vinci si qualifica per il Qatar Airways Tournament of Champions di Sofia, il "Master di serie B"; vincendo nel girone con Daniela Hantuchová e Hsieh Su-wei e perdendo contro Caroline Wozniacki, si qualifica per le semifinali, dove perde contro Nadia Petrova per 6-7 6-1 6-4. Conclude la stagione con la posizione n.16 in singolare (seconda italiana nel ranking, dopo Sara Errani) e la n.1 in doppio.

#### 2013: il successo
Inizia il nuovo anno al Brisbane International e viene sconfitta a sorpresa dalla nº 189 del ranking Jarmila Gajdošová in tre set. Al successivo Apia International Sydney sconfigge al primo turno Nadia Petrova per 7-5 7-5. Al secondo impiega quasi 4 ore di gioco per piegare Jelena Janković con lo score di 3-6 6-4 7-6; ai quarti si arrende alla n. 1 del seeding, nonché n. 4 del mondo Agnieszka Radwańska, perdendo 6-4 7-5. In questo torneo raggiunge anche la finale di doppio con Sara Errani, perdendo per 3-6 4-6 dalla coppia Nadia Petrova/Katarina Srebotnik. Al primo turno dell'Australian Open batte Sílvia Soler Espinosa per 6-3 7-5, e al secondo batte Akgul Amanmuradova per 6-3 6-2. Perde 4-6 7-6 6-4 al terzo turno per mano della russa Elena Vesnina dopo aver sprecato un match point sul 6-4 5-4. Nel doppio con Sara Errani elimina al primo turno la coppia Sofia Arvidsson e Johanna Larsson per 7-6 6-2, al secondo Jill Craybas e Chanelle Scheepers con un netto 6-2 6-0 e al terzo Hsieh Su-wei e Peng Shuai per 6-4 0-6 7-5. Le italiane nei quarti di finale battono a sorpresa la coppia americana più vincente in doppio, Serena Williams e Venus Williams, con il punteggio di 3-6, 7-6, 7-5 dopo oltre due ore e mezza di gioco; in semifinale Vinci si prende la rivincita contro la Vesnina, che gioca in coppia con la connazionale Ekaterina Makarova, vincendo con il punteggio di 6-2 6-4; in finale le azzurre battono le wildcard locali Ashleigh Barty e Casey Dellacqua per 6-2, 3-6, 6-2, conquistando il primo titolo in Australia e il terzo Slam degli ultimi quattro disputati.
Al rientro in Europa, Vinci si presenta come testa di serie n. 5 al torneo indoor di Parigi e viene eliminata al secondo turno da Mona Barthel per 4-6 6-1 6-3; si rifà ancora una volta insieme a Errani aggiudicandosi il torneo in doppio, surclassando in finale la coppia Andrea Hlaváčková/Liezel Huber con un doppio 6-1. Nel primo weekend di febbraio è chiamata dal capitano di Fed Cup Corrado Barazzutti per la sfida dei quarti di finale vinta 3-2 contro gli Stati Uniti a Rimini; perde il primo singolare contro Varvara Lepchenko per 2-6 6-4 7-5 portando a termine l'incontro nonostante soffrisse di crampi; il secondo singolare la vede imporsi sulla giovane Jamie Hampton per 6-1 al terzo; insieme a Sara Errani ottiene il punto del 3-2, battendo nel doppio Varvara Lepchenko e Liezel Huber 6-2 6-2, permettendo all'Italia l'ingresso in semifinale contro la Repubblica Ceca.
La settimana successiva Vinci esce al secondo turno a Doha contro Urszula Radwańska (contro la quale non aveva mai perso), perdendo 6-2 5-7 6-0; sempre a Doha ottiene in doppio il terzo successo stagionale in coppia con Errani, il secondo consecutivo, battendo in finale Nadia Petrova e Katarina Srebotnik 2-6 6-3 [10-6]. Dal 18 febbraio prende parte al Dubai Tennis Championships, dove supera al primo turno Svetlana Kuznecova con il punteggio di 6-3 6-2, al secondo batte per la seconda volta in carriera la numero 6 del mondo Angelique Kerber per 7-5 6-1 e ai quarti supera la numero 9 del mondo Samantha Stosur per 6-2 6-4; cede però in semifinale alla numero 7 del ranking Errani per 3-6 3-6. Il torneo consente a Vinci di tornare al suo best ranking al n.15.
Partecipa al Premier di Indian Wells e al terzo turno perde a sorpresa da Lara Arruabarrena Vecino con il punteggio di 6-2 4-6 4-6; anche in doppio arriva una sconfitta al secondo turno, ad opera di Peng Shuai e Hsieh Su-wei. A Miami disputa un ottimo torneo battendo in successione Christina McHale (6-7 6-1 6-3), Carla Suárez Navarro (5-7 6-4 6-4) e Alizé Cornet (2-6, 6-4, 6-4), tutte partite combattute durate più di due ore; viene quindi battuta per 6-4 6-7 6-3 dalla ex n.1 Jelena Janković dopo 2 ore e mezza di gioco. Questo risultato le consente di raggiungere la posizione n.13, suo nuovo best ranking. In doppio con Errani non riesce a riconfermare la finale dell'anno precedente, perdendo in semifinale per 6-1 6-2 contro le wildcard Lisa Raymond-Laura Robson, anche a causa di un infortunio alla coscia di Sara.

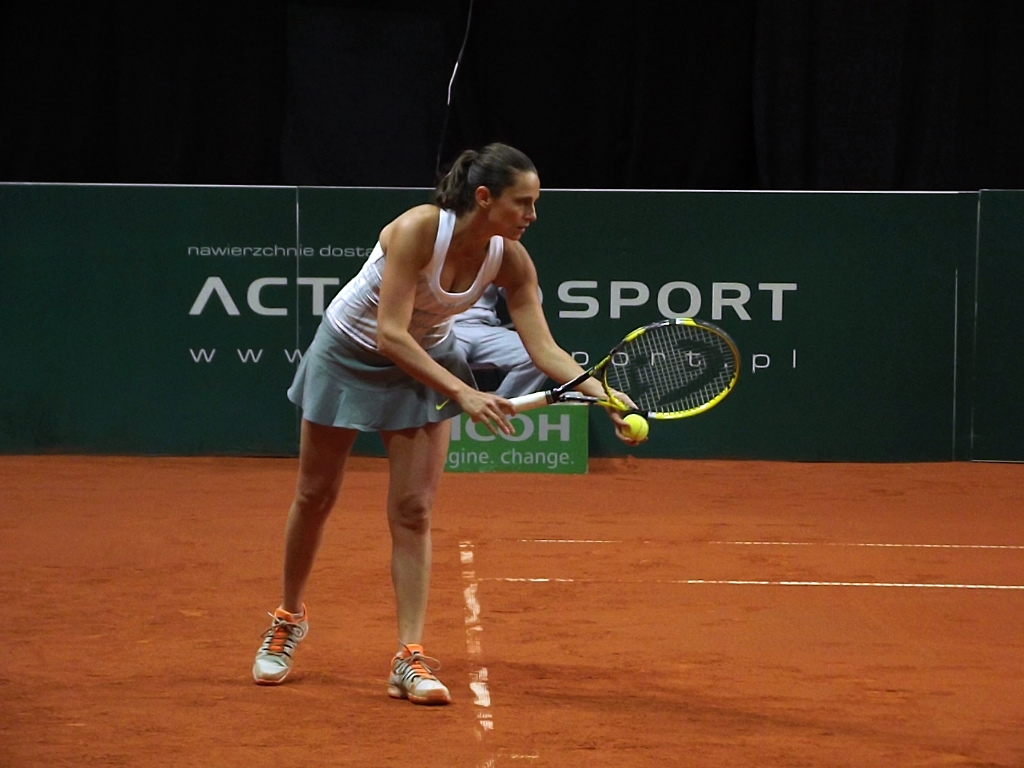
Roberta Vinci nel 2013

Al Torneo di Katowice batte in finale per la prima volta in carriera la numero 8 del mondo Petra Kvitová con il punteggio di 7-6 6-1, migliorando il suo best ranking e salendo alla posizione n. 12. La settimana successiva, nella semifinale di Fed Cup giocata a Palermo, batte di nuovo la Kvitova con il risultato di 6-4 6-1 e grazie al successo su Lucie Šafářová per 6-3 6-7 6-3 regala il punto decisivo alla squadra per raggiungere la finale contro la Russia che si disputerà in casa a novembre.
In seguito subisce due eliminazioni consecutive al primo turno a Stoccarda (battuta da Jaroslava Švedova 6-4 6-2) e poi al WTA Premier di Madrid dove viene sconfitta da Varvara Lepchenko per 6-1 2-6 6-1.
Agli Internazionali d'Italia batte Elena Vesnina con il punteggio di 6-7 7-5 6-4, al secondo turno Nastassja Burnett per 6-1 6-4 e al terzo viene sconfitta 6-4 6-2 dalla sorpresa del torneo Simona Halep, proveniente dalle qualificazioni, che verrà battuta in semifinale da Serena Williams. In coppia con Errani raggiunge in doppio la finale del torneo, poi persa al super tie-break contro Hsieh Su-wei e Peng Shuai per 6-4 3-6 8-10
Come testa di serie numero 2 accede direttamente al secondo turno del Premier di Bruxelles battendo la qualificata Julija Putinceva in 3 set per poi perdere nei quarti con Jamie Hampton per 7-5 3-6 5-7.
Al Roland Garros supera tre turni con alcune difficoltà e si ferma negli ottavi di finale contro la futura vincitrice del torneo Serena Williams che si impone per 6-1 6-3. In doppio con Errani viene sconfitta in finale per 7-5 6-2 da Ekaterina Makarova ed Elena Vesnina.
Al torneo di Wimbledon 2013 arriva fino al quarto turno, sconfitta dalla cinese Li Na per 6-2 6-0.
In luglio prende parte al torneo di Palermo. Al primo turno la pugliese batte 7-6 6-3 la qualificata Giulia Gatto-Monticone e al secondo per 6-2 7-6 Polona Hercog, che commette doppio fallo sul 6-5 40-40 in suo favore dopo che le era stato comminato un fallo di piede sulla prima di servizio, cedendo addirittura il servizio con un penalty point inflittole per aver fatto per tre volte di seguito il gesto dell'ombrello al giudice di linea per la chiamata sul punto precedente. Sconfiggendo le spagnole Lourdes Domínguez Lino 6-1 6-4 e Estrella Cabeza Candela 5-7 6-2 6-2, Vinci approda per la prima volta in carriera alla finale del torneo siciliano, dove trionfa battendo la n.6 del mondo Sara Errani per 6-3, 3-6, 6-3.

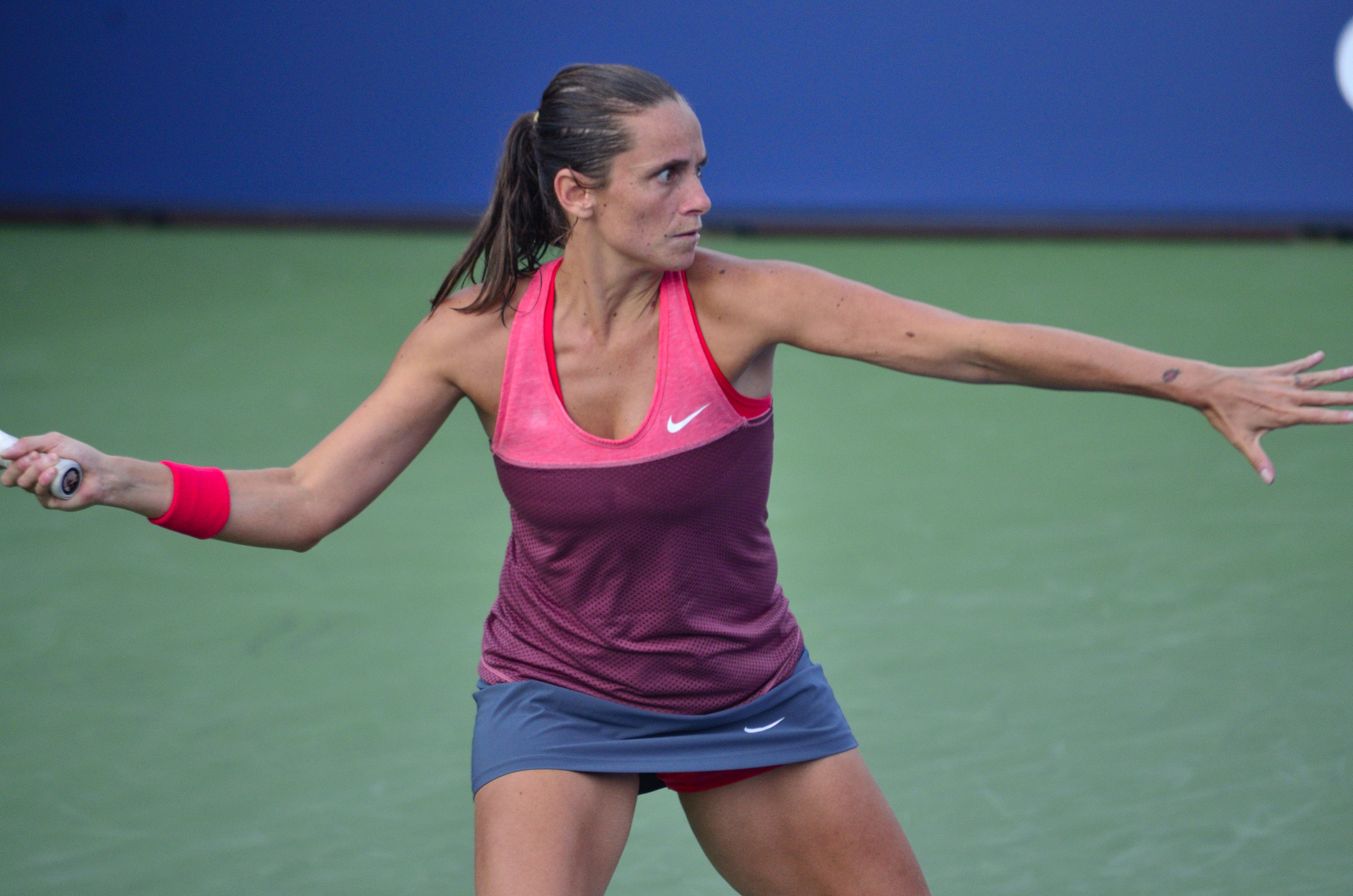
Roberta Vinci durante gli US Open 2013

Al Southern California Open viene battuta nei quarti da Ana Ivanović. La settimana successiva non riesce a ripetere i quarti di finale dei due anni precedenti alla Rogers Cup di Toronto: al primo turno elimina Julia Görges per 2-6, 6-4, 6-3, al secondo Ekaterina Makarova per 6-0, 6-4 e al terzo viene sconfitta da Dominika Cibulková, contro cui aveva vinto gli ultimi 5 incontri, con il punteggio di 6-3, 7-6, dopo non aver sfruttato due set point sul 5-3 nel secondo set. Bissa i quarti agli US Open eliminando in serie Tímea Babos per 6/4-6/2, Lucie Šafářová per 4/6-6/1-6/2, Karin Knapp per 6/4-6/3, Camila Giorgi per 6/4-6/2 prima di cedere alla connazionale Flavia Pennetta per 6/4,6/1. A fine stagione nella finale di Fed Cup contro la Russia, Vinci batte Aleksandra Panova per 5/7,7/5,8/6, contribuendo al quarto trionfo dell'Italia nella competizione.

#### 2014: ilCareer Grand Slamin doppio
Il nuovo anno inizia a Sydney dove viene eliminata al primo turno da Sara Errani, accreditata della testa di serie numero 3. Nel singolare degli Australian Open perde in due set nel primo incontro dalla cinese Jie Zheng. In coppia con Sara Errani riesce però a bissare il successo in doppio del 2013 battendo in finale la coppia russa composta da Ekaterina Makarova e Elena Vesnina per 6-4 3-6 7-5, conquistando così il quarto titolo Slam (e ventesimo in totale) di doppio della carriera. Al torneo indoor di Parigi viene eliminata subito dalla ucraina Elina Svitolina per 3-6 6-0 5-7. A Doha viene battuta dalla Pironkova al primo turno in due set. A Indian Wells l'azzurra ottiene un bye al primo turno, elimina al secondo Madison Keys con un doppio 6-3 ma viene a sorpresa estromessa al terzo round da Casey Dellacqua.
Al torneo di Wimbledon esce al primo turno nel singolare contro la croata Donna Vekić, mentre nel doppio vince il torneo con Errani battendo in finale la coppia Babos/Mladenovic per 6-1, 6-3. È la prima vittoria italiana a Wimbledon (non contando la categoria juniores): grazie a questo successo, la coppia azzurra conquista il Career Grand Slam, avendo vinto almeno una volta tutti i quattro tornei dello Slam, e torna in vetta alla classifica di specialità.

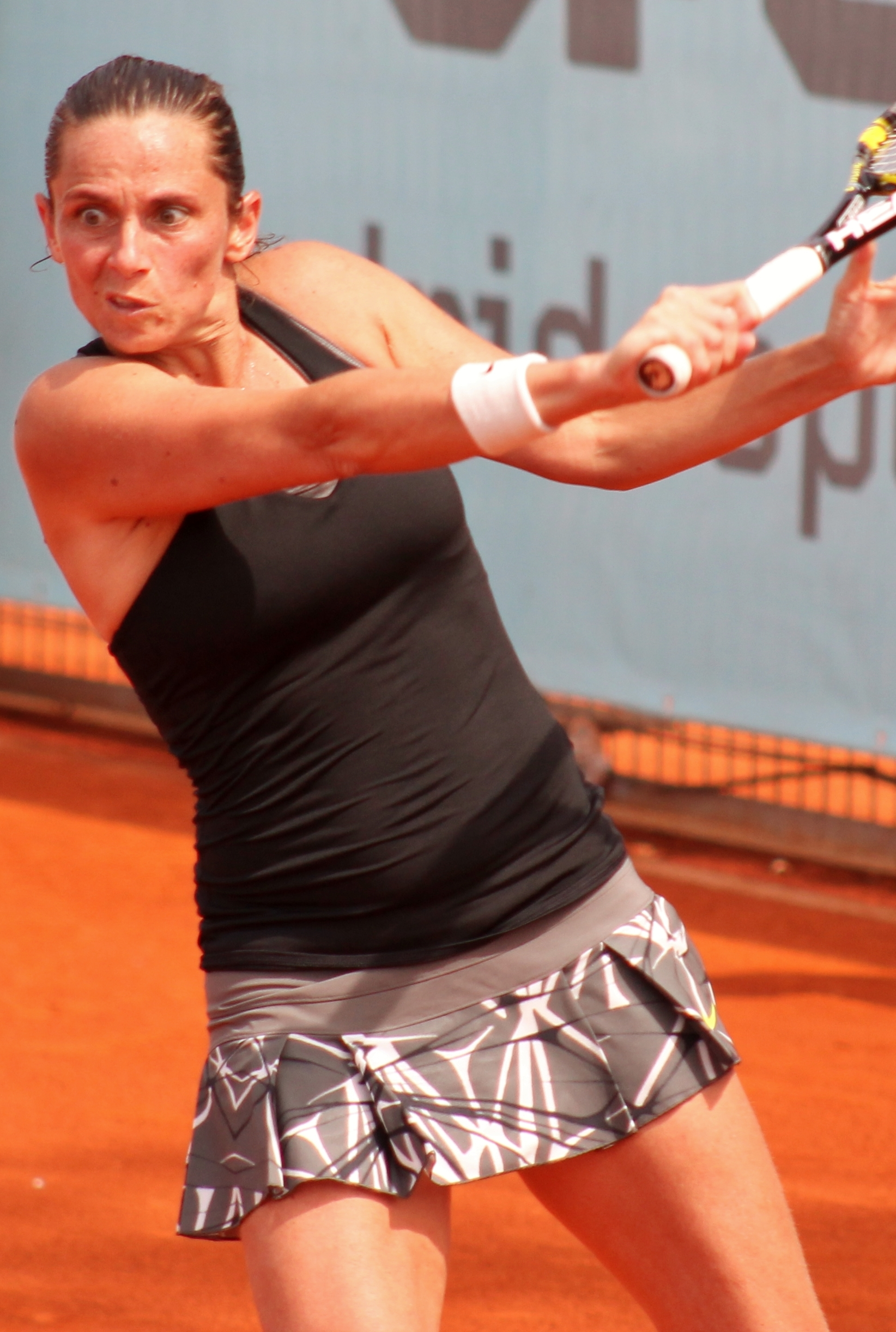
Roberta al torneo di Madrid 2014

Torna a disputare una finale in singolare esattamente un anno dopo la vittoria a Palermo a Bucarest proprio nel torneo che sostituisce, a partire dal 2014, l'International siciliano nel calendario WTA; accreditata della seconda testa di serie, supera nell'ordine la rumena Alexandra Dulgheru (6-2 6-3), la spagnola Soler Espinosa (3-6 6-2 6-1), la ceca Cetkovska (7-5 6-3), e la slovacca Kristína Kučová (6-1 6-3) prima di arrendersi in finale all'atleta di casa e numero 3 del mondo Simona Halep con il netto punteggio di 1-6 3-6. Raggiunge la sua seconda finale consecutiva al torneo di Istanbul e viene travolta dalla ex numero uno del mondo Caroline Wozniacki con un doppio 6-1. Agli US Open si ferma al terzo turno, non riuscendo così a difendere i quarti conquistati nel 2012 e nel 2013; anche in doppio con Sara Errani non va oltre il secondo turno.
Nei tornei asiatici di Seul e Wuhan esce al primo turno. A Pechino raggiunge i quarti di finale, eliminando in successione la nº 6 del mondo Agnieszka Radwańska per 6-4 6-4 e la nº 14 Ekaterina Makarova per 6-1 0-6 7-5, prima di essere fermata dalla nº 3 Petra Kvitová per 7-6 6-4 dopo essere stata in vantaggio per 5-1 nel primo set. Partecipa poi al WTA di Lussemburgo (torneo vinto nel 2010) venendo sconfitta inaspettatamente dalla nº60 del Ranking Annika Beck.
Si qualifica per il terzo anno consecutivo al Masters di doppio a Singapore insieme a Sara Errani ma, dopo le semifinali del 2012 e 2013, la coppia è costretta al ritiro nel match d'esordio per un problema intercostale della Errani. Chiude comunque la stagione in vetta al ranking di doppio insieme alla romagnola.
Grazie agli eccellenti risultati in doppio, tra cui il titolo a Wimbledon e il conseguimento del Career Grand Slam, la Federazione Internazionale Tennis nomina Errani/Vinci come campionesse del mondo di doppio e, per gli stessi motivi, il 15 dicembre viene nominata Commendatore della Repubblica Italiana e premiata dal CONI con il Collare d'oro al merito sportivo insieme alle colleghe-amiche Flavia Pennetta e Francesca Schiavone per la vittoria dell'Italia nella Fed Cup nel 2013.

#### 2015: prima finaleSlame la 500ª vittoria
Inizia l'anno uscendo subito all'esordio ad Auckland; in doppio, invece, vince il torneo in coppia con Sara Errani, il 25º della carriera.
La prima vittoria stagionale arriva ad Hobart dove raggiunge i quarti di finale. Agli Australian Open, dopo aver battuto al primo turno Bojana Jovanovski per 7-5 6-1, viene sconfitta dalla numero dieci del mondo Ekaterina Makarova per 6-2 6-4; anche nel torneo di doppio, insieme a Errani, non figura, venendo eliminate negli ottavi di finale.
Viene successivamente convocata in Fed Cup nel primo turno contro la Francia: scende in campo solo nella sfida di doppio dove, in coppia con Sara Errani, vengono sconfitte a sorpresa da Kristina Mladenovic e Caroline Garcia con un netto 6-1 6-2; l'Italia viene così eliminata. La sconfitta contro le francesi fa inoltre terminare a 18 il suo record di match di doppio vinti consecutivamente in Fed Cup.
Prosegue la stagione partecipando al torneo di Rio de Janeiro come terza testa di serie, uscendo però subito al secondo turno contro la qualificata Verónica Cepede Royg per 6-2 6-3. Le cose non vanno meglio ad Acapulco dove è costretta a ritirarsi per un problema fisico nel match d'esordio.
Torna in campo nel ricco torneo di Indian Wells dove però esce al secondo turno, sconfitta da Sabine Lisicki in tre set combattuti; non prende parte al torneo di doppio con Sara Errani, insieme alla quale decide di porre fine alla loro collaborazione per concentrarsi al meglio sulla carriera in singolare. A Miami invece viene eliminata subito all'esordio dalla qualificata Tatjana Maria per 7-6 6-3. Risultati negativi arrivano anche a Marrakech, battuta al secondo turno da Karin Knapp. Nel successivo Premier di Madrid raggiunge invece gli ottavi di finale battendo Mónica Puig 2-6 7-6 6-4 e Alizé Cornet 6-4 7-5, prima di essere fermata dalla ceca Lucie Šafářová per 6-4 6-7 6-0. Non brilla agli Internazionali d'Italia, dove viene battuta subito da Heather Watson in due set netti.
Smaltita la delusione di Roma, raggiunge la finale nel seguente torneo di Norimberga battendo in successione Vitalija D'jačenko 6-1 6-1, Tereza Smitková 6-2 6-1, Kurumi Nara 6-1 1-6 6-4, beneficia poi del ritiro della tedesca Angelique Kerber prima di arrendersi nell'atto conclusivo a Karin Knapp per 7-6 4-6 6-1 in un derby tutto italiano. Al Roland Garros viene invece estromessa al primo turno dall'idolo di casa Alizé Cornet per 4-6 6-4 6-1.
Inizia la stagione sull'erba partecipando al torneo di Birmingham, venendo però subito eliminata da Tímea Babos per 6-2 6-7 7-6. Le cose non vanno meglio a Eastbourne dove viene estromessa da Caroline Garcia con un netto 6-2 6-2. Delude a Wimbledon, battuta all'esordio dalla giovane Aleksandra Krunić in due set. Nel successivo torneo su terra rossa di Bucarest, si fa sorprendere ancora dalla Krunic al secondo turno con un netto 6-1 6-1, non riuscendo così a difendere la finale del 2014. Anche ad Istanbul si presenta da finalista in carica: supera agevolmente i primi turni battendo Anastasija Pavljučenkova 6-2 6-1 e Aleksandra Panova 7-6 6-3, mentre nei quarti di finale si fa sorprendere da Magdaléna Rybáriková per 0-6 7-5 6-2 (non sfruttando un match-point); la vittoria sulla Pavlyuchenkova vale come la nº500 della carriera, diventando così la terza italiana di sempre (dopo Francesca Schiavone e Flavia Pennetta) a raggiungere questo traguardo.
Disputa un buon torneo a Toronto arrivando sino ai quarti di finale, dove batte in successione Karin Knapp 6-0 6-0, 
Mirjana Lučić-Baroni 6-3 6-3, Dar'ja Gavrilova 6-4 6-3, prima di perdere da Serena Williams per 6-4 6-3. Non brilla invece a Cincinnati, sconfitta all'esordio da Anastasija Pavljučenkova per 6-3 0-6 6-2. Nel successivo torneo di New Haven, alla vigilia dell'ultimo Slam stagionale, mostra un ottimo tennis superando Eugenie Bouchard 6-1 6-0 e arrendendosi alla numero cinque del mondo Caroline Wozniacki solo al tie-break del terzo set.

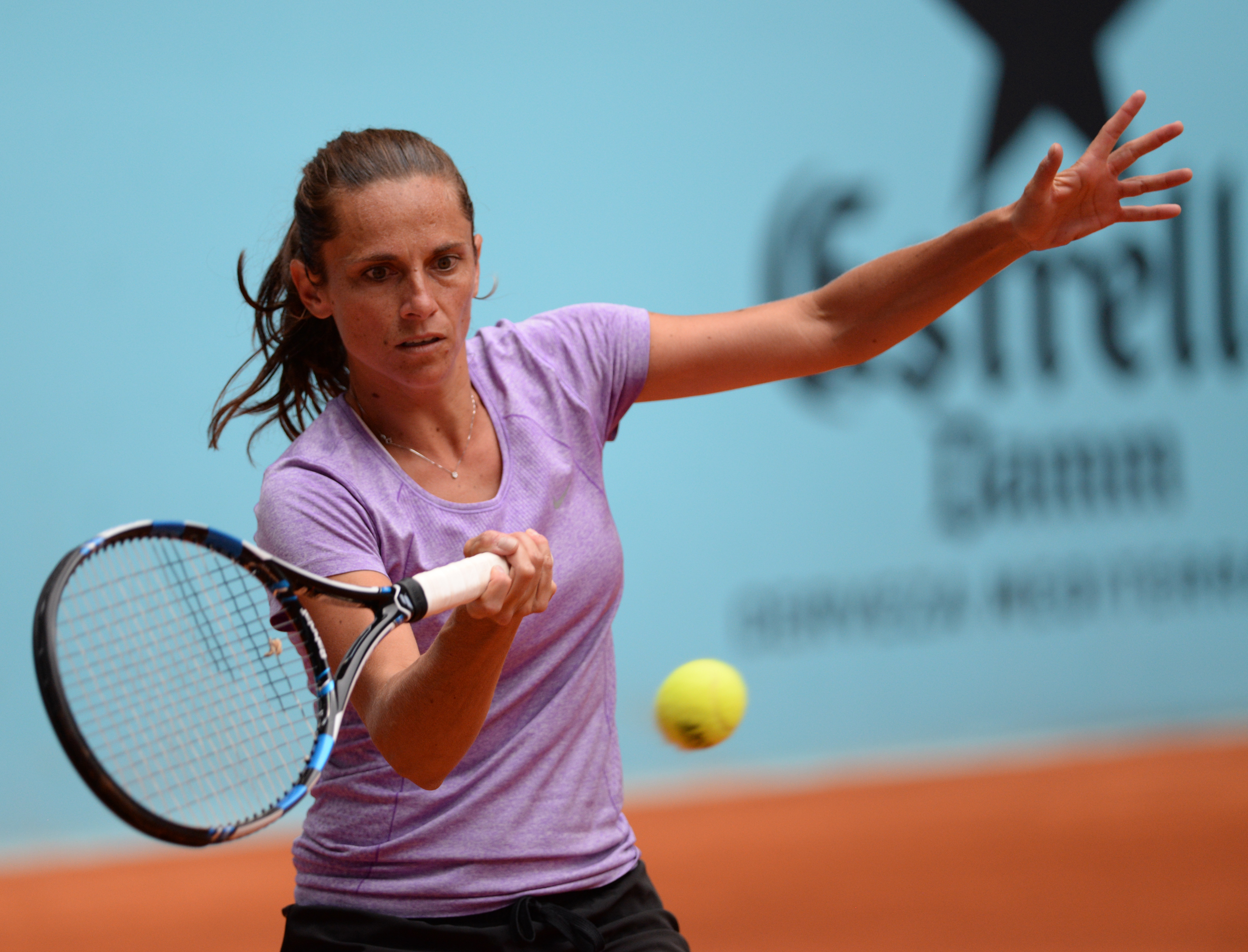
Roberta Vinci nel 2015

Arriva quindi agli US Open fiduciosa; dopo aver battuto all'esordio Vania King 6-4 6-4, fatica nei turni successivi eliminando Denisa Allertová 2-6 6-3 6-1 e Mariana Duque-Marino 6-1 5-7 6-2. Negli ottavi di finale beneficia invece del ritiro di Eugenie Bouchard per un infortunio, mentre nei quarti batte con autorità l'outsider Kristina Mladenovic 6-3 5-7 6-4 raggiungendo per la prima volta le semifinali; nel penultimo atto l'aspetta una sfida impossibile contro la numero uno del mondo Serena Williams (favorita alla vittoria ed inoltre in piena corsa per completare il Grande Slam), ma con una prestazione impeccabile, la tarantina elimina l'americana in rimonta con il punteggio di 2-6 6-4 6-4, in quella che da molti è stata definita come una delle vittorie a sorpresa più clamorose dello sport. L'impresa contro l'americana la proietta direttamente in finale per la prima volta in un torneo dello Slam, ma qui cede all'amica e connazionale Flavia Pennetta che la batte 7–6(5) 6-2 in uno storico derby italiano. Grazie ai punti della finale raggiunta a New York, rientra nella Top20 della classifica WTA, alla 19ª posizione.
Conferma il suo ottimo stato di forma partecipando al torneo di Wuhan, dove batte nell'ordine Danka Kovinić 5-7 6-1 6-3, Irina-Camelia Begu 6-4 6-3, si sbarazza poi della numero quattro del mondo Petra Kvitová 7-6 6-2 e di Karolína Plíšková 7-6 6-3 raggiungendo così le semifinali (la prima della carriera in un Premier 5), ma qui viene battuta da Venus Williams per 5-7 6-2 7-6 senza sfruttare un match point in suo favore. Nel successivo torneo di Pechino non riesce a ripetere le ottime prestazioni della settimana precedente venendo eliminata negli ottavi di finale da Bethanie Mattek-Sands per 6-1 3-6 6-2.
In virtù dei risultati ottenuti, si qualifica al "Master B" di Zhuhai; inserita nel gruppo D, batte Svetlana Kuznetsova 6-4 6-4 e, grazie al ritiro di Caroline Wozniacki, trova la qualificazione diretta per le semifinali, ma qui è costretta a cedere ad un'ottima Venus Williams che la elimina con un netto 6-2 6-2. Al termine del match contro la statunitense, annuncia il ritiro dalle attività agonistiche alla fine del 2016.
Chiude dunque la sua straordinaria stagione in 15ª posizione in singolare nel Ranking WTA.

#### 2016: Il decimo titolo e laTop 10
Con il ritiro di Flavia Pennetta a fine 2015, diventa per la prima volta in carriera la giocatrice numero uno d'Italia.
Inizia ufficialmente la stagione partecipando al torneo di Brisbane e raggiungendo i quarti di finale, dove però perde nettamente contro Viktoryja Azaranka per 6-1 6-2. Nel successivo torneo Premier di Sydney viene estromessa subito all'esordio da Samantha Stosur in un match molto lottato per 4-6 7-5 7-5. Arriva quindi agli Australian Open come 15ª testa di serie; supera facilmente i primi due turni battendo la qualificata Tamira Paszek 6-4 6-2 e Irina Falconi 6-2 6-3 raggiungendo così il terzo turno, per poi perdere un match clamoroso per 0-6 6-4 6-4 contro Anna-Lena Friedsam.

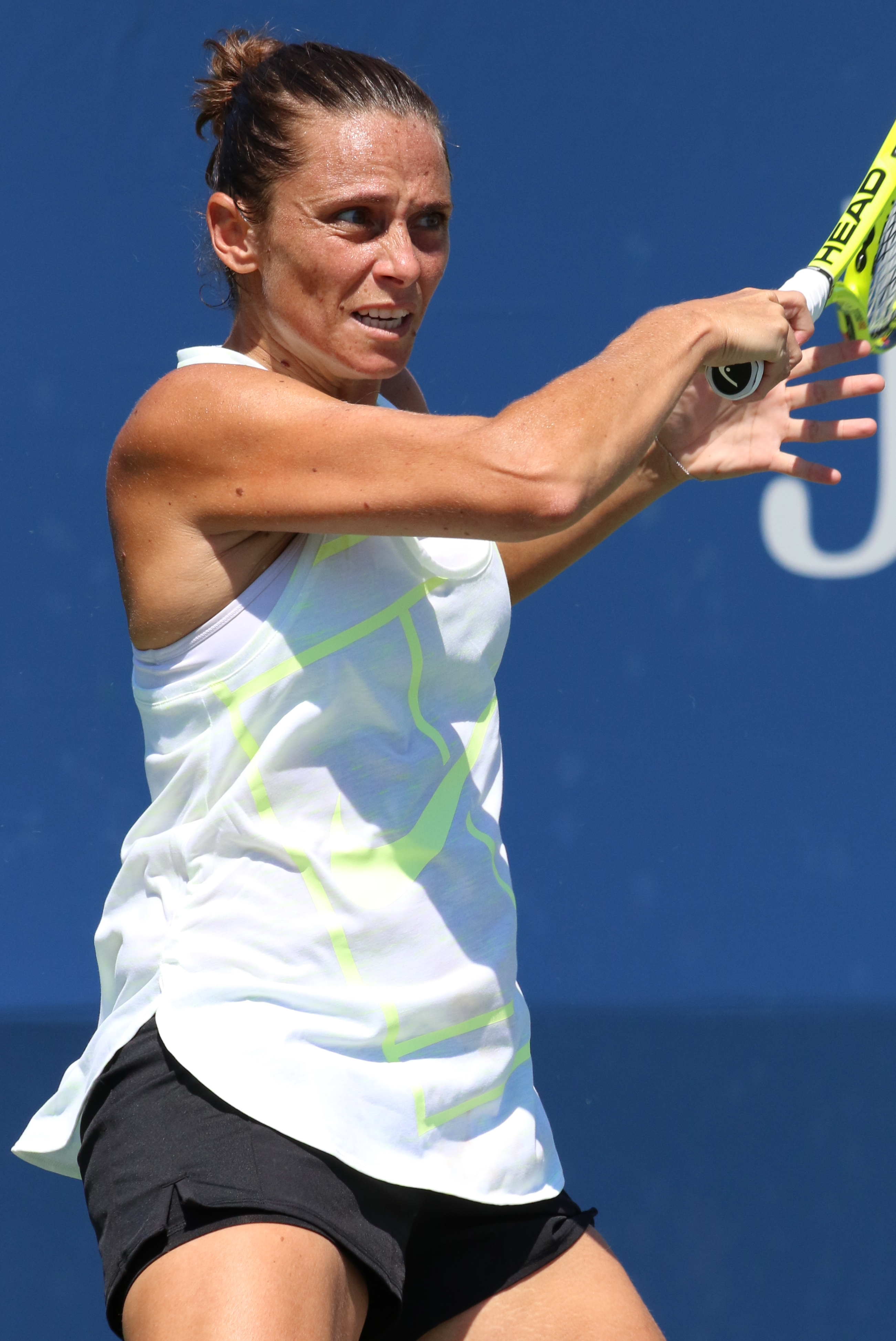
Roberta Vinci allo US Open 2016

Dopo un inizio di stagione positivo, ma non entusiasmante, decide di saltare la sfida di Fed Cup contro la Francia per preparare al meglio i seguenti tornei su cemento. Il risultato è immediato, poiché nel successivo Premier di San Pietroburgo, dove partecipa come seconda testa di serie, batte in successione (dopo aver usufruito di un bye al primo turno) Yanina Wickmayer 6-2 7-6, Tímea Babos 7-6 4-6 7-6, Ana Ivanović 7-5 6-4 in semifinale e Belinda Bencic per 6-4 6-3 in finale, vincendo così il decimo titolo della carriera (nonché il più importante). Grazie ai punti conquistati in Russia, sale in 13ª posizione nel Ranking WTA.
Due giorni dopo torna immediatamente in campo nel ricco torneo di Dubai, dove però viene battuta al primo turno da Yaroslava Shvedova in tre set (complice la stanchezza rimediata a San Pietroburgo); ma il 17 febbraio, con l'eliminazione della spagnola Carla Suárez Navarro all'esordio nel torneo arabo, Roberta ottiene la certezza matematica di entrare per la prima volta in carriera in Top10 della classifica mondiale, proprio alla posizione numero dieci. È la quarta tennista italiana di sempre a riuscirci dopo Flavia Pennetta, Francesca Schiavone e Sara Errani; nonché la più anziana di sempre nell'era Open ad aver mai fatto il suo debutto tra le prime dieci del mondo ad un'età così avanzata (33 anni e quattro giorni). A Doha, riesce a raggiungere i quarti di finale, dove viene estromessa in tre set da Agnieszka Radwańska. Partecipa successivamente anche all'International di Kuala Lumpur, nel quale viene eliminata subito da Kai-Chen Chang.
A Indian Wells, Roberta è costretta al ritiro al quarto turno contro Magdaléna Rybáriková a causa di un problema al tendine d'Achille destro. A Miami, invece, è Madison Keys ad eliminarla al terzo turno. Dopo un weekend disastroso in Fed Cup contro la Spagna (nei due singolari riesce a vincere solo 6 giochi), Roberta partecipa al torneo di Stoccarda, nel quale però viene sconfitta ai quarti dalla sorpresa del torneo, Laura Siegemund. Fino a Wimbledon, la tennista italiana non riesce a ottenere altri risultati di prestigio: viene, infatti, sempre eliminata nei primi due turni di ogni tornei a cui partecipa (cinque in totale). A Wimbledon, invece, riesce a raggiungere il terzo turno, nel quale viene eliminata da Coco Vandeweghe con il punteggio di 6-3 6-4.
Torna in campo oltreoceano, nel Premier 5 di Montréal dove, passato il primo turno grazie ad un bye, batte Camila Giorgi ma perde agli ottavi contro la Kasatkina. Nel torneo canadese ricompone la coppia di doppio con Sara Errani, in vista della partecipazione ai giochi olimpici, ma il ritorno delle Chichis non è ritrova immediatamente gli antichi splendori e la coppia viene immediatamente eliminata.
Ai giochi di Rio rappresenta l'Italia in tutte e tre le specialità: in singolare da testa di serie numero sei, viene subito battuta dalla Schmiedlová; nel doppio femminile con Errani, teste di serie numero otto, raggiungendo i quarti poi persi con le future vincitrici del bronzo Šafářová - Strýcová; nel doppio misto, in coppia con Fognini, grazie all'invito dell'ITF, battendo i numeri due del tabellone Mladenovic-Hebert ma perdendo poi contro i futuri finalisti e vincitori dell'argento Venus Williams e Rajeev Ram.
Il resto della stagione americana vede Vinci in crescita: se a Cincinnati raggiunge gli ottavi, a New Heaven si spinge fino ai quarti (anche se, in entrambi i casi ha goduto di un bye al primo turno). L'impegno più gravoso la attende agli US Open, dove deve difendere la finale dell'anno precedente: a New York supera agevolmente Friedsam e McHale, ma, dopo un 6-0 nel primo set, è costretta al terzo da Carina Witthöft. Negli ottavi batte in due set l'ucraina Tsurenko mentre nei quarti affronta la testa di serie numero due del torneo Angelique Kerber: l'incontro resta a lungo in equilibrio e Vinci va a servire per il primo set sul 5-4 perdendo però l'occasione di chiudere il parziale; il recupero della tedesca, che chiude 7-5, volge definitivamente il match in favore della Kerber che si impone 6-0 nel secondo s.et aprendosi la strada per il titolo e per il primo posto nel ranking WTA.
Vinci esce dalle prime dieci del mondo e chiude il 2016 superando il primo turno sia a Wuhan che a Pechino e perdendo i due incontri del girone del WTA Elite Trophy di Zuhan. A fine anno resta comunque ampiamente la tennista italiana con il miglior piazzamento nel ranking WTA, con la diciottesima posizione assoluta. Se alla fine del 2015 aveva annunciato il possibile ritiro, in novembre comunica di aver rivisto questa sua decisione e di voler continuare ancora la sua carriera professionistica sicuramente per tutto il 2017.

#### 2017: il declino
Il debutto nella stagione 2017 di Roberta Vinci avviene a Brisbane, dove raggiunge i quarti di finale: a batterla è Karolína Plíšková, che poi vincerà il torneo. Anche a Sydney esce, al secondo turno, per mano di una ceca, stavolta la Strýcová. La dodicesima partecipazione consecutiva agli Australian Open è però amara: Coco Vandeweghe la sconfigge infatti in due set. Roberta esce dalle prime venti del ranking. Torna a conquistare i quarti di finale a San Pietroburgo, dove si presentava da campionessa in carica: batte Babos e Petković prima di perdere con la Mladenovic. Sconfitta al primo turno da Kristýna Plíšková a Dubai, debutta al secondo turno grazie ad un bye sia a Indian Wells (dove batte Brengle ma viene eliminata al turno successivo dalla Kuznecova) che a Miami (dove viene subito battuta dalla Towsend).
Tornata in Europa, dopo la sconfitta subita di nuovo contro Kristýna Plíšková nella prima edizione del torneo di Biel, al debutto sulla terra rossa indoor di Stoccarda incrocia Marija Šarapova al rientro dopo i quindici mesi di sospensione per la squalifica per doping, ammessa al torneo grazie ad una wild card molto criticata dalle colleghe partecipanti al torneo, Vinci compresa. L'incontro si conclude dopo centonove minuti con la vittoria della russa per 7-5, 6-3. Se a Madrid, dopo la vittoria contro la Kasatkina viene battuta dalla futura vincitrice (nonché pretendente al numero uno del ranking mondiale) del torneo Halep, inaspettate arrivano le eliminazioni a Roma (da Makarova) e Parigi (da Puig) al primo turno.
Roberta deve attendere l'erba di Maiorca per tornare a conquistare qualche vittoria: nel torneo isolano arriva per la terza volta in stagione ai quarti superando Errani e Flipkens prima di cedere alla Garcia; non è però un buon viatico per Wimbledon: ai Championship Vinci incontra subito di nuovo la meno blasonata delle gemelle Plíšková dalla quale viene ancora battuta in due set.
Prima di volare oltreoceano per gli impegni americani, Roberta Vinci è vittima di un furto: della sua casa di Taranto vengono sottratti tutti i trofei vinti in carriera. Nemmeno in questa fase i risultati sono all'altezza delle aspettative: perde al primo turno di Toronto ancora contro Kasatkina, batte Babos ma perde contro la Sevastova a Cincinnati, viene sconfitta dalla polacca Linette a New Haven. A Flushing Meadows Vinci viene accolta con la riconsegna ufficiale del trofeo del 2015 da parte dell'USTA. Questa rimane l'unica soddisfazione che la tarantina può portare a casa dagli US Open: il tabellone le oppone infatti l'americana Sloane Stephens, rientrata all'agonismo da poche settimane dopo un lungo stop per infortunio ma in grado di centrare, nelle tre settimane precedenti una finale di doppio e due semifinali di Premier 5; dopo un primo set equilibrato in cui Vinci arriva ad un passo dal 6-5 per poi cedere 5-7, il secondo set vede la tarantina completamente priva di motivazioni cedere per 6-1. Nelle nove stagioni in cui Roberta aveva preso parte a tutti e quattro gli Slam, mai aveva perso sempre al primo turno come in questa stagione. Le dichiarazioni rilasciate al termine dell'incontro non appaiono confortanti sul prosieguo della carriera tennistica per la trentaquattrenne. L'ultimo impegno dell'anno è a Wuhan dove Vinci rimedia l'ennesima eliminazione al primo turno, stavolta per mano di Christina McHale. A fine stagione annuncia il ritiro dai campi, comunicando che il suo ultimo torneo saranno gli Internazionali d'Italia.

#### 2018: l'ultimo match della carriera
Partecipa per l'ultima volta in carriera agli Australian Open, costretta però a giocare le qualificazioni si vede sconfitta all'esordio per mano della russa Anna Blinkova. Gioca un buon torneo a San Pietroburgo dove, partendo dalle qualificazioni, batte Heather Watson, Danka Kovinić e Andrea Petković, accede così nel tabellone principale dove batte al 1T Tereza Martincová con un doppio 6/2, cede contro la tds n.5 Julia Görges per 5/7-0/6 per la tedesca, questa sarà l'ultima vittoria nel circuito WTA. A Budapest supera le qualificazioni ma viene eliminata al 1ºT. Non riesce a raggiungere il main draw né a Indian Wells e né a Miami fermandosi entrambe le volte al 2ºT delle qualificazioni. Il 14 maggio 2018 disputa il suo ultimo match della carriera agli Internazionali d'Italia, dove sul Pietrangeli viene eliminata da Aleksandra Krunić in tre set. A fine match viene omaggiata da una standing ovation, da un video celebrativo e da una mazzo di fiori contenente 21 rose come i suoi anni di carriera.

## Caratteristiche tecniche

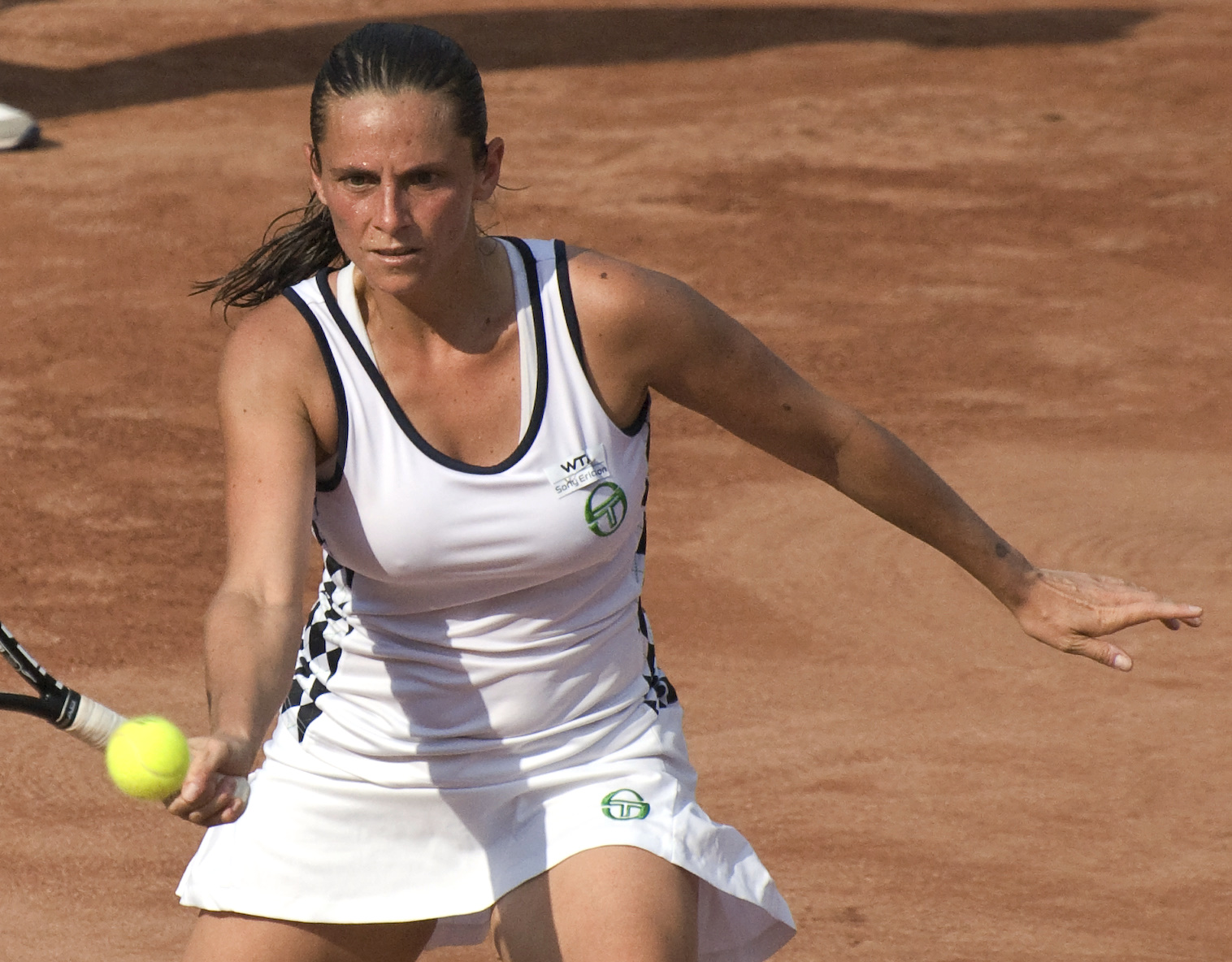
La volée di diritto di Roberta Vinci

Inizialmente considerata da molti come un'ottima doppista, la Vinci aveva nel gioco a rete il suo punto di forza: possedeva infatti una delle migliori volée del circuito femminile, con una varietà di soluzioni che univano le volée alte, quelle basse e le demi-volée.
Grazie al tocco e alla sensibilità sotto rete, durante la sua carriera si è cimentata spesso nel serve & volley, rarità assoluta nel tennis femminile a lei contemporaneo; aveva inoltre un buon servizio, soprattutto la prima, non potentissima, ma con cui riusciva a dare alla palla una traiettoria molto precisa e profonda.

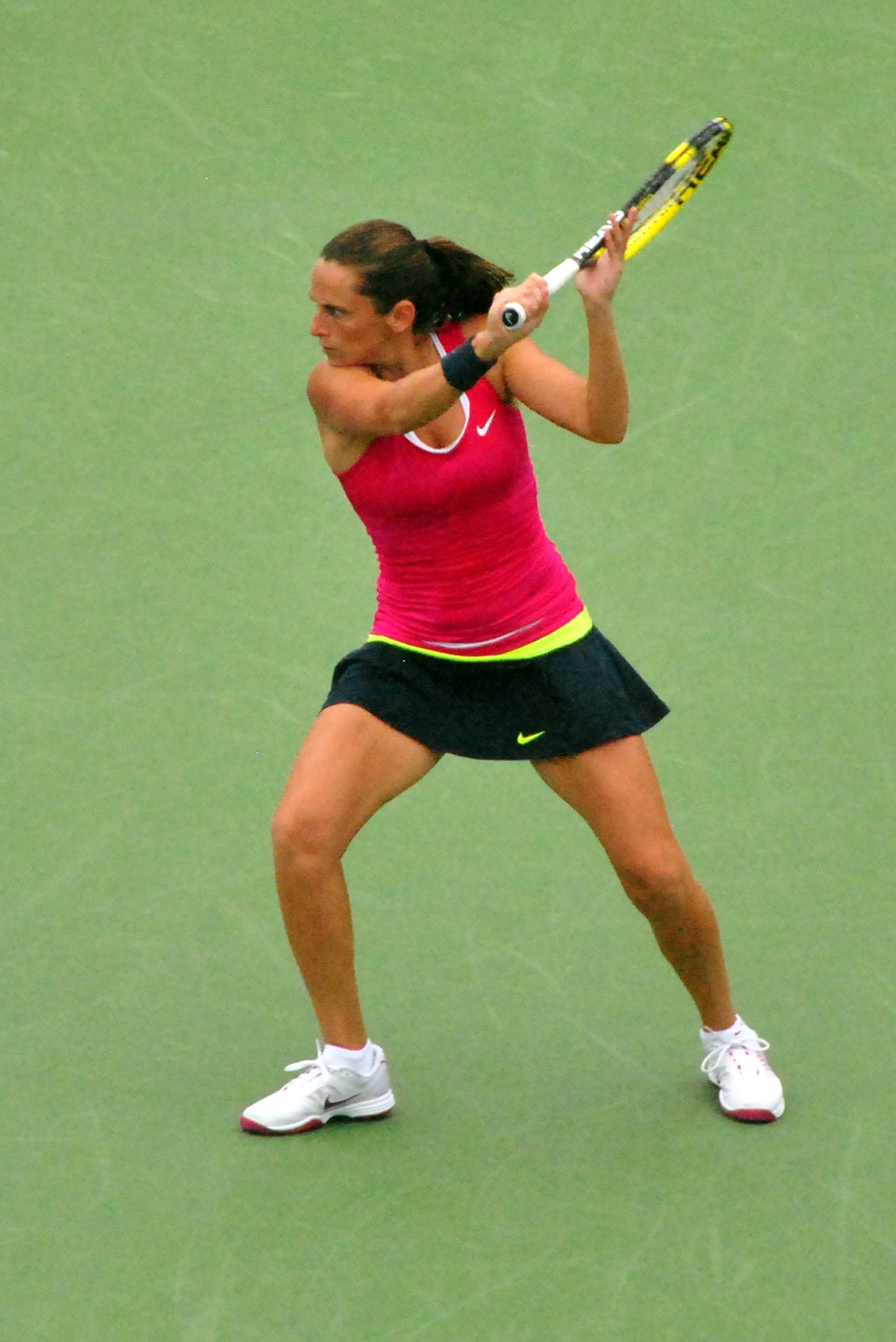
Il rovescio in back di Roberta Vinci

Nel corso degli anni, la Vinci ha migliorato notevolmente il suo gioco da fondo campo, grazie al quale è diventata un'ottima singolarista, con un gioco molto diverso rispetto alle sue avversarie: mentre molte sue contemporanee incentravano il proprio tennis sulla forza e sulla violenza dei colpi (esempi palesi sono dati dalle sorelle Williams o da Sharapova), lei impostava il suo gioco sulla varietà dei colpi e delle rotazioni e sull'attacco a rete.
Dei due fondamentali, il migliore era il rovescio, giocato a una mano, quasi sempre in back (lo giocava in top spin solo nelle situazioni più difficili, come i passanti), che rimaneva molto basso e risultava difficile da controllare per le avversarie; era, inoltre, un colpo che veniva spesso usato come approccio d'attacco per avvicinarsi e chiudere il punto a rete.
Il diritto, invece, è meno sicuro, anche se è progredito con il tempo ed è diventato un colpo meno falloso. Proprio per le sue caratteristiche, la Vinci ha sempre dato il meglio di sé su superfici rapide come l'erba e il cemento, in cui il suo slice di rovescio risulta teso, basso e difficile da contrastare, e in cui aveva più possibilità di praticare il serve & volley.

## Statistiche

### Singolare

#### Vittorie (10)
| Legenda: Prima del 2009 | Legenda: Dal 2009     |
| ----------------------- | --------------------- |
| Grande Slam (0)         |                       |
| Ori Olimpici (0)        |                       |
| WTA Championships (0)   |                       |
| Tier I (0)              | Premier Mandatory (0) |
| Tier II (0)             | Premier 5 (0)         |
| Tier III (1)            | Premier (1)           |
| Tier IV & V (0)         | International (8)     |

| N.  | Data             | Torneo                                        | Superficie      | Avversaria in finale | Punteggio             |
| 1.  | 25 febbraio 2007 | Copa Colsanitas, Bogotà                       | Terra rossa     | Tathiana Garbin      | 6(5)-7, 6-4, 0-3 rit. |
| 2.  | 19 aprile 2009   | Barcelona Ladies Open, Barcellona             | Terra rossa     | Marija Kirilenko     | 6-0, 6-4              |
| 3.  | 24 ottobre 2010  | BGL Luxembourg Open, Lussemburgo              | Cemento (i)     | Julia Görges         | 6-3, 6-4              |
| 4.  | 30 aprile 2011   | Barcelona Ladies Open, Barcellona (2)         | Terra rossa     | Lucie Hradecká       | 4-6, 6-2, 6-2         |
| 5.  | 18 giugno 2011   | UNICEF Open, 's-Hertogenbosch                 | Erba            | Jelena Dokić         | 6(7)-7, 6-3, 7-5      |
| 6.  | 10 luglio 2011   | GDF SUEZ Grand Prix, Budapest                 | Terra rossa     | Irina-Camelia Begu   | 6-4, 1-6, 6-4         |
| 7.  | 24 agosto 2012   | Texas Tennis Open, Dallas                     | Cemento         | Jelena Janković      | 7-5, 6-3              |
| 8.  | 14 aprile 2013   | BNP Paribas Katowice Open, Katowice           | Terra rossa (i) | Petra Kvitová        | 7-6(2), 6-1           |
| 9.  | 14 luglio 2013   | Internazionali Femminili di Palermo, Palermo  | Terra rossa     | Sara Errani          | 6-3, 3-6, 6-3         |
| 10. | 14 febbraio 2016 | St. Petersburg Ladies Trophy, San Pietroburgo | Cemento (i)     | Belinda Bencic       | 6-4, 6-3              |

#### Sconfitte in finale (5)
| Legenda               |
| --------------------- |
| Grande Slam (1)       |
| Ori Olimpici (0)      |
| WTA Championships (0) |
| Premier Mandatory (0) |
| Premier 5 (0)         |
| Premier (0)           |
| International (4)     |

| N. | Data              | Torneo                                  | Superficie  | Avversaria in finale | Punteggio        |
| 1. | 24 aprile 2010    | Barcelona Ladies Open, Barcellona       | Terra rossa | Francesca Schiavone  | 1-6, 1-6         |
| 2. | 13 luglio 2014    | BRD Bucarest Open, Bucarest             | Terra rossa | Simona Halep         | 1-6, 3-6         |
| 3. | 20 luglio 2014    | Istanbul Cup, Istanbul                  | Cemento     | Caroline Wozniacki   | 1-6, 1-6         |
| 4. | 23 maggio 2015    | Nürnberger Versicherungscup, Norimberga | Terra rossa | Karin Knapp          | 6(5)-7, 6-4, 1-6 |
| 5. | 12 settembre 2015 | US Open, New York                       | Cemento     | Flavia Pennetta      | 6(4)-7, 2-6      |

### Doppio

#### Vittorie (25)
| Legenda: Prima del 2009 | Legenda: Dal 2009     |
| ----------------------- | --------------------- |
| Grande Slam (5)         |                       |
| WTA Championships (0)   |                       |
| Tier I (0)              | Premier Mandatory (2) |
| Tier II (0)             | Premier 5 (3)         |
| Tier III (1)            | Premier (2)           |
| Tier IV & V (2)         | International (10)    |

| N.  | Data              | Torneo                                                    | Superficie      | Compagno                | Avversari in finale                           | Punteggio        |
| 1.  | 12 febbraio 2001  | Qatar Total Open, Doha                                    | Cemento         | Sandrine Testud         | Kristie Boogert Miriam Oremans                | 7-5, 7-6(4)      |
| 2.  | 19 settembre 2005 | Banka Koper Slovenia Open, Portorose                      | Cemento         | Anabel Medina Garrigues | Jelena Kostanić Tošić Katarina Srebotnik      | 6-4, 5-7, 6-2    |
| 3.  | 13 gennaio 2006   | Richard Luton Properties Canberra International, Canberra | Cemento         | Marta Domachowska       | Claire Curran Līga Dekmeijere                 | 7-6(5), 6-3      |
| 4.  | 11 aprile 2010    | Andalucia Tennis Experience, Marbella                     | Terra rossa     | Sara Errani             | Marija Kondratieva Yaroslava Shvedova         | 6-4, 6-2         |
| 5.  | 17 aprile 2010    | Barcelona Ladies Open, Barcellona                         | Terra rossa     | Sara Errani             | Timea Bacsinszky Tathiana Garbin              | 6-1, 3-6, [10-2] |
| 6.  | 15 gennaio 2011   | Moorilla Hobart International, Hobart                     | Cemento         | Sara Errani             | Kateryna Bondarenko Līga Dekmeijere           | 6-3, 7-5         |
| 7.  | 13 febbraio 2011  | PTT Pattaya Open, Pattaya                                 | Cemento         | Sara Errani             | Sun Shengnan Jie Zheng                        | 3-6, 6-3, [10-5] |
| 8.  | 17 luglio 2011    | Internazionali Femminili di Palermo, Palermo              | Terra rossa     | Sara Errani             | Andrea Hlaváčková Klára Koukalovà             | 7-5, 6-1         |
| 9.  | 26 febbraio 2012  | Monterrey Open, Monterrey                                 | Cemento         | Sara Errani             | Kimiko Date-Krumm Shuai Zhang                 | 6-2, 7-6         |
| 10. | 3 marzo 2012      | Abierto Mexicano Telcel, Acapulco                         | Terra rossa     | Sara Errani             | Lourdes Domínguez Lino Arantxa Parra Santonja | 6-2, 6-1         |
| 11. | 14 aprile 2012    | Barcelona Ladies Open, Barcellona (2)                     | Terra rossa     | Sara Errani             | Flavia Pennetta Francesca Schiavone           | 6-0, 6-2         |
| 12. | 12 maggio 2012    | Mutua Madrid Open, Madrid                                 | Terra blu       | Sara Errani             | Ekaterina Makarova Elena Vesnina              | 6-1, 3-6, [10-4] |
| 13. | 20 maggio 2012    | Internazionali d'Italia, Roma                             | Terra rossa     | Sara Errani             | Ekaterina Makarova Elena Vesnina              | 6-2, 7-5         |
| 14. | 8 giugno 2012     | Open di Francia, Parigi                                   | Terra rossa     | Sara Errani             | Marija Kirilenko Nadia Petrova                | 4-6, 6-4, 6-2    |
| 15. | 23 giugno 2012    | UNICEF Open, 's-Hertogenbosch                             | Erba            | Sara Errani             | Marija Kirilenko Nadia Petrova                | 6-4, 3-6, [11-9] |
| 16. | 9 settembre 2012  | US Open, New York                                         | Cemento         | Sara Errani             | Andrea Hlaváčková Lucie Hradecká              | 6-4, 6-2         |
| 17. | 25 gennaio 2013   | Australian Open, Melbourne                                | Cemento         | Sara Errani             | Casey Dellacqua Ashleigh Barty                | 6-2, 3-6, 6-2    |
| 18. | 3 febbraio 2013   | Open GDF Suez, Parigi                                     | Cemento (i)     | Sara Errani             | Andrea Hlaváčková Liezel Huber                | 6-1, 6-1         |
| 19. | 17 febbraio 2013  | Qatar Ladies Open, Doha (2)                               | Cemento         | Sara Errani             | Nadia Petrova Katarina Srebotnik              | 2-6, 6-3, [10-6] |
| 20. | 24 gennaio 2014   | Australian Open, Melbourne (2)                            | Cemento         | Sara Errani             | Ekaterina Makarova Elena Vesnina              | 6-4, 3-6, 7-5    |
| 21. | 27 aprile 2014    | Porsche Tennis Grand Prix, Stoccarda                      | Terra rossa (i) | Sara Errani             | Cara Black Sania Mirza                        | 6-2, 6-3         |
| 22. | 10 maggio 2014    | Mutua Madrid Open, Madrid (2)                             | Terra rossa     | Sara Errani             | Garbiñe Muguruza Carla Suárez Navarro         | 6-4, 6-3         |
| 23. | 5 luglio 2014     | Torneo di Wimbledon, Londra                               | Erba            | Sara Errani             | Tímea Babos Kristina Mladenovic               | 6-1, 6-3         |
| 24. | 10 agosto 2014    | Rogers Cup, Montréal                                      | Cemento         | Sara Errani             | Cara Black Sania Mirza                        | 7-6(4), 6-3      |
| 25. | 10 gennaio 2015   | ASB Classic, Auckland                                     | Cemento         | Sara Errani             | Shūko Aoyama Renata Voráčová                  | 6-2, 6-1         |

#### Sconfitte in finale (18)
| Legenda: Prima del 2009 | Legenda: Dal 2009     |
| ----------------------- | --------------------- |
| Grande Slam (3)         |                       |
| WTA Championships (0)   |                       |
| Tier I (4)              | Premier Mandatory (1) |
| Tier II (1)             | Premier 5 (2)         |
| Tier III (1)            | Premier (3)           |
| Tier IV & V (0)         | International (3)     |

| N.  | Data             | Torneo                                | Superficie    | Compagno        | Avversari in finale                           | Punteggio           |
| 1.  | 18 ottobre 2001  | Zürich Open, Zurigo                   | Sintetico (i) | Sandrine Testud | Lindsay Davenport Lisa Raymond                | 3-6, 6-2, 2-6       |
| 2.  | 31 gennaio 2002  | Toray Pan Pacific Open, Tokyo         | Sintetico (i) | Els Callens     | Lisa Raymond Rennae Stubbs                    | 1-6, 1-6            |
| 3.  | 21 febbraio 2002 | Dubai Tennis Championships, Dubai     | Cemento       | Sandrine Testud | Barbara Rittner María Vento-Kabchi            | 3-6, 2-6            |
| 4.  | 22 febbraio 2007 | Copa Colsanitas, Bogotà               | Terra rossa   | Flavia Pennetta | Lourdes Domínguez Lino Paola Suárez           | 6-1, 3-6, [9-11]    |
| 5.  | 10 maggio 2007   | Qatar Telecom German Open, Berlino    | Terra rossa   | Tathiana Garbin | Lisa Raymond Samantha Stosur                  | 3-6, 4-6            |
| 6.  | 17 maggio 2007   | Internazionali BNL d'Italia, Roma     | Terra rossa   | Tathiana Garbin | Nathalie Dechy Mara Santangelo                | 4-6, 1-6            |
| 7.  | 22 febbraio 2010 | Abierto Mexicano Telcel, Acapulco     | Terra rossa   | Sara Errani     | Polona Hercog Barbora Záhlavová-Strýcová      | 6-2, 1-6, [2-10]    |
| 8.  | 10 aprile 2011   | Andalucia Tennis Experience, Marbella | Terra rossa   | Sara Errani     | Nuria Llagostera Vives Arantxa Parra Santonja | 6-3, 4-6, [5-10]    |
| 9.  | 12 giugno 2011   | AEGON Classic, Birmingham             | Erba          | Sara Errani     | Vol'ha Havarcova Alla Kudrjavceva             | 6-1, 1-6, [5-10]    |
| 10. | 27 agosto 2011   | New Haven Open at Yale, New Haven     | Cemento       | Sara Errani     | Chuang Chia-jung Vol'ha Havarcova             | 5-7, 2-6            |
| 11. | 27 gennaio 2012  | Australian Open, Melbourne            | Cemento       | Sara Errani     | Svetlana Kuznecova Vera Zvonarëva             | 7-5, 4-6, 3-6       |
| 12. | 1º aprile 2012   | Sony Ericsson Open, Miami             | Cemento       | Sara Errani     | Marija Kirilenko Nadia Petrova                | 6(0)-7, 6-4, [4-10] |
| 13. | 11 gennaio 2013  | Apia International Sydney, Sydney     | Cemento       | Sara Errani     | Nadia Petrova Katarina Srebotnik              | 3-6, 4-6            |
| 14. | 19 maggio 2013   | Internazionali BNL d'Italia, Roma (2) | Terra rossa   | Sara Errani     | Hsieh Su-wei Peng Shuai                       | 6-4, 3-6, [8-10]    |
| 15. | 9 giugno 2013    | Open di Francia, Parigi               | Terra rossa   | Sara Errani     | Elena Vesnina Ekaterina Makarova              | 5-7, 2-6            |
| 16. | 11 gennaio 2014  | Apia International Sydney, Sydney (2) | Cemento       | Sara Errani     | Tímea Babos Lucie Šafářová                    | 5-7, 6-3, [8-10]    |
| 17. | 18 maggio 2014   | Internazionali BNL d'Italia, Roma (3) | Terra rossa   | Sara Errani     | Květa Peschke Katarina Srebotnik              | 0-4, rit.           |
| 18. | 8 giugno 2014    | Open di Francia, Parigi (2)           | Terra rossa   | Sara Errani     | Hsieh Su-wei Peng Shuai                       | 4-6, 1-6            |

### Fed Cup

#### Vittorie (4)
| N. | Data                   | Luogo                   | Superficie  | Vincitrici                                                        | Finaliste                                                               | Punteggio |          |
| 1. | 16 e 17 settembre 2006 | Charleroi, Belgio       | Cemento (i) | Francesca Schiavone Flavia Pennetta Mara Santangelo Roberta Vinci | Justine Henin Kirsten Flipkens Caroline Maes Leslie Butkiewicz          | 3 a 2     | Dettagli |
| 2. | 7 e 8 novembre 2009    | Reggio Calabria, Italia | Terra rossa | Flavia Pennetta Francesca Schiavone Sara Errani Roberta Vinci     | Melanie Oudin Alexa Glatch Liezel Huber Vania King                      | 5 a 0     | Dettagli |
| 3. | 7 e 8 novembre 2010    | San Diego, Stati Uniti  | Cemento (i) | Flavia Pennetta Francesca Schiavone Sara Errani Roberta Vinci     | Melanie Oudin Bethanie Mattek-Sands Liezel Huber Coco Vandeweghe        | 3 a 1     | Dettagli |
| 4. | 1 e 2 novembre 2013    | Cagliari, Italia        | Terra rossa | Flavia Pennetta Karin Knapp Sara Errani Roberta Vinci             | Aleksandra Panova Irina Chromačëva Alisa Klejbanova Margarita Gasparjan | 4 a 0     | Dettagli |

#### Sconfitte (1)
| N. | Data                   | Luogo         | Superficie    | Vincitrici                                                     | Finaliste                                                         | Punteggio |          |
| 1. | 15 e 16 settembre 2007 | Mosca, Russia | Sintetico (i) | Svetlana Kuznecova Anna Čakvetadze Nadia Petrova Elena Vesnina | Francesca Schiavone Mara Santangelo Roberta Vinci Flavia Pennetta | 4 a 0     | Dettagli |

## Risultati in progressione
| Sigla | Risultato                            |
| ----- | ------------------------------------ |
| V     | Vincitore                            |
| F     | Finalista                            |
| SF    | Semifinalista                        |
| QF    | Quarti di Finale                     |
| 4T    | Quarto turno                         |
| 3T    | Terzo turno                          |
| 2T    | Secondo turno                        |
| 1T    | Primo turno                          |
| RR    | Round Robin (WTA TOUR Championships) |
| LQ    | Turno di Qualifica (Grande Slam)     |
| A     | Assente                              |

| Legenda superfici    |
| Cemento              |
| Terra rossa          |
| Erba                 |
| Superficie variabile |

### Singolare
| Torneo                            | Torneo                            | 2001 | 2002 | 2003 | 2004 | 2005  | 2006  | 2007  | 2008 | 2009  | 2010  | 2011  | 2012  | 2013  | 2014  | 2015  | 2016  | 2017  | Titoli | V-S     |
| Grande Slam                       |                                   |      |      |      |      |       |       |       |      |       |       |       |       |       |       |       |       |       |        |         |
| Australian Open, Melbourne        | Australian Open, Melbourne        | A    | Q1   | Q2   | Q3   | Q1    | 3T    | 1T    | 1T   | 1T    | 3T    | 1T    | 2T    | 3T    | 1T    | 2T    | 3T    | 1T    | 0 / 12 | 10-12   |
| Roland Garros, Parigi             | Roland Garros, Parigi             | A    | Q2   | Q2   | 1T   | 1T    | 1T    | 1T    | Q1   | 1T    | 2T    | 3T    | 1T    | 4T    | 1T    | 1T    | 1T    | 1T    | 0 / 11 | 6-12    |
| Wimbledon, Londra                 | Wimbledon, Londra                 | A    | 1T   | Q3   | Q3   | 3T    | A     | 2T    | Q2   | 3T    | 2T    | 3T    | 4T    | 4T    | 1T    | 1T    | 3T    | 1T    | 0 /11  | 16-12   |
| US Open, New York                 | US Open, New York                 | 1T   | Q1   | A    | 1T   | 1T    | 1T    | 1T    | 2T   | 1T    | 1T    | 3T    | QF    | QF    | 3T    | F     | QF    | 1T    | 0 / 14 | 23-15   |
| WTA Tour Championships            |                                   |      |      |      |      |       |       |       |      |       |       |       |       |       |       |       |       |       |        |         |
| WTA Tour Championships, Singapore | WTA Tour Championships, Singapore | A    | A    | A    | A    | A     | A     | A     | A    | A     | A     | A     | A     | A     | A     | A     | A     | A     | N/A    | N/A     |
| Finali raggiunte                  | Finali raggiunte                  | 0    | 0    | 0    | 0    | 0     | 0     | 1     | 0    | 1     | 2     | 3     | 1     | 2     | 2     | 2     | 1     | 0     | 15     | N/A     |
| Tornei vinti                      | Tornei vinti                      | 0    | 0    | 0    | 0    | 0     | 0     | 1     | 0    | 1     | 1     | 3     | 1     | 2     | 0     | 0     | 1     | 0     | 10     | N/A     |
| Vittorie-Sconfitte                | Vittorie-Sconfitte                | 1-2  | 4-5  | 2-2  | 4-8  | 15-18 | 10-16 | 11-17 | 5-6  | 23-23 | 28-20 | 37-26 | 44-28 | 49-24 | 21-27 | 29-26 | 28-26 | 10-20 | N/A    | 322-297 |
| Ranking                           | Ranking                           | 172  | 182  | 116  | 115  | 41    | 102   | 63    | 83   | 64    | 38    | 23    | 16    | 14    | 49    | 15    | 18    | 116   | N/A    | N/A     |

### Doppio
| Torneo                           | Torneo                           | 2001 | 2002  | 2003  | 2004  | 2005  | 2006  | 2007  | 2008  | 2009  | 2010  | 2011  | 2012  | 2013  | 2014 | 2015 | 2016 | 2017 | Titoli | V-S     |
| Grande Slam                      |                                  |      |       |       |       |       |       |       |       |       |       |       |       |       |      |      |      |      |        |         |
| Australian Open, Melbourne       | Australian Open, Melbourne       | A    | 3T    | 1T    | QF    | 1T    | 1T    | 2T    | 2T    | 2T    | 2T    | 1T    | F     | V     | V    | 3T   | 3T   | A    | 2 / 15 | 30-13   |
| Roland Garros, Parigi            | Roland Garros, Parigi            | QF   | QF    | 1T    | SF    | 1T    | 3T    | 1T    | 1T    | 1T    | 2T    | 3T    | V     | F     | F    | 3T   | A    | A    | 1 / 15 | 33-14   |
| Wimbledon, Londra                | Wimbledon, Londra                | A    | 3T    | 1T    | 3T    | 1T    | A     | 1T    | A     | 1T    | 3T    | 3T    | QF    | 3T    | V    | 3T   | 1T   | A    | 1 / 12 | 19-10   |
| US Open, New York                | US Open, New York                | SF   | 1T    | A     | 1T    | 3T    | 2T    | 1T    | A     | 1T    | 1T    | QF    | V     | QF    | 2T   | 3T   | A    | A    | 1 / 13 | 22-12   |
| WTA Tour Championships           |                                  |      |       |       |       |       |       |       |       |       |       |       |       |       |      |      |      |      |        |         |
| WTA Tour Championships, Istanbul | WTA Tour Championships, Istanbul | 1T   | A     | A     | A     | A     | A     | A     | A     | A     | A     | A     | SF    | SF    | QF   | A    | A    | A    | 0 / 3  | 0 / 3   |
| Finali raggiunte                 | Finali raggiunte                 | 2    | 2     | 0     | 0     | 1     | 1     | 3     | 0     | 0     | 3     | 6     | 10    | 6     | 7    | 1    | 0    | 0    | 36     | N/A     |
| Tornei vinti                     | Tornei vinti                     | 1    | 0     | 0     | 0     | 1     | 1     | 0     | 0     | 0     | 2     | 3     | 8     | 3     | 4    | 1    | 0    | 0    | 20     | N/A     |
| Vittorie-Sconfitte               | Vittorie-Sconfitte               | 6-6  | 21-21 | 40-23 | 33-21 | 30-21 | 17-18 | 31-21 | 26-18 | 33-25 | 38-23 | 37-26 | 55-11 | 41-12 | 36-7 | 13-8 | 4-8  | 0-0  | N/A    | 415-205 |
| Ranking                          | Ranking                          | 22   | 33    | 100   | 25    | 74    | 72    | 49    | 220   | 82    | 40    | 26    | 1     | 1     | 1    | 60   | 188  |      | N/A    | N/A     |

### Doppio misto nei tornei del Grande Slam
| Torneo                     | 2001 | 2002 | 2003 | 2004 | 2005 | 2006 | 2007 | 2008 | 2009 | 2010 | 2011 | 2012 | 2013 | 2014 | 2015 | 2016 | 2017 |
| Australian Open, Melbourne | A    | 1T   | A    | A    | 1T   | A    | A    | A    | A    | A    | 1T   | SF   | A    | A    | A    | A    | A    |
| Open di Francia, Parigi    | A    | QF   | A    | A    | A    | A    | A    | A    | A    | A    | A    | A    | A    | A    | A    | A    | A    |
| Wimbledon, Londra          | A    | 2T   | A    | A    | A    | A    | 1T   | A    | A    | A    | A    | 3T   | A    | A    | A    | A    |      |
| US Open, New York          | A    | A    | A    | A    | A    | A    | A    | A    | A    | A    | A    | A    | A    | A    | A    | A    |      |

## Vittorie contro giocatrici Top 10
| Stagione | 2005 | 2006 | 2007 | 2008 | 2009 | 2010 | 2011 | 2012 | 2013 | 2014 | 2015 | Totale |
| Vittorie | 2    | 0    | 0    | 0    | 1    | 0    | 1    | 2    | 6    | 1    | 2    | 15     |

| #    | Giocatrice              | Ranking | Evento                               | Superficie      | Turno | Punteggio        | Rank. RVR |
| ---- | ----------------------- | ------- | ------------------------------------ | --------------- | ----- | ---------------- | --------- |
| 2005 |                         |         |                                      |                 |       |                  |           |
| 1.   | Anastasija Myskina      | 10      | Eastbourne International, Eastbourne | Erba            | QF    | 6-4, 7-6(3)      | 111       |
| 2.   | Patty Schnyder          | 10      | Luxembourg Open, Lussemburgo         | Cemento (i)     | 2T    | 7-6(2), 5-7, 6-4 | 57        |
| 2009 |                         |         |                                      |                 |       |                  |           |
| 3.   | Flavia Pennetta         | 10      | Pan Pacific Open, Tokyo              | Cemento         | 1T    | 6-1, 6-2         | 59        |
| 2011 |                         |         |                                      |                 |       |                  |           |
| 4.   | Caroline Wozniacki      | 1       | Canadian Open, Toronto               | Cemento         | 2T    | 6-4, 7-5         | 22        |
| 2012 |                         |         |                                      |                 |       |                  |           |
| 5.   | Angelique Kerber (1)    | 7       | Canadian Open, Montréal              | Cemento         | 3T    | 6-2, 7-6(7)      | 28        |
| 6.   | Agnieszka Radwańska (1) | 2       | US Open, New York                    | Cemento         | 4T    | 6-1, 6-4         | 19        |
| 2013 |                         |         |                                      |                 |       |                  |           |
| 7.   | Angelique Kerber (2)    | 6       | Dubai Tennis Championships, Dubai    | Cemento         | 2T    | 7-5, 6-1         | 17        |
| 8.   | Samantha Stosur         | 9       | Dubai Tennis Championships, Dubai    | Cemento         | QF    | 6-2, 6-4         | 17        |
| 9.   | Petra Kvitová (1)       | 8       | Katowice Open, Katowice              | Terra rossa (i) | F     | 7-6(2), 6-1      | 13        |
| 10.  | Petra Kvitová (2)       | 8       | Fed Cup, Palermo                     | Terra rossa     | SF    | 6-4, 6-1         | 12        |
| 11.  | Sara Errani (1)         | 6       | Palermo Ladies Open, Palermo         | Terra rossa     | F     | 6-3, 3-6, 6-3    | 11        |
| 12.  | Sara Errani (2)         | 6       | Cincinnati Open, Cincinnati          | Cemento         | 3T    | 6-4, 6-3         | 12        |
| 2014 |                         |         |                                      |                 |       |                  |           |
| 13.  | Agnieszka Radwańska (2) | 4       | China Open, Pechino                  | Cemento         | 2T    | 6-4, 6-4         | 44        |
| 2015 |                         |         |                                      |                 |       |                  |           |
| 14.  | Serena Williams         | 1       | US Open, New York                    | Cemento         | SF    | 2-6, 6-4, 6-4    | 43        |
| 15.  | Petra Kvitová (3)       | 4       | Wuhan Open, Wuhan                    | Cemento         | 3T    | 7-6(3), 6-2      | 18        |